# Kunstakademie Düsseldorf
Die Kunstakademie Düsseldorf ist eine staatliche Kunsthochschule in der nordrhein-westfälischen Landeshauptstadt Düsseldorf. Aus ihr und ihren Vorgängerinnen, deren älteste die um 1762 gegründete Zeichnerschule Lambert Krahes war, gingen kunsthistorisch bedeutende Einflüsse und Künstlerpersönlichkeiten hervor, etwa jene der Düsseldorfer Malerschule, mit denen ihr im 19. Jahrhundert der Aufstieg zu einer international renommierten Kunstakademie gelang.

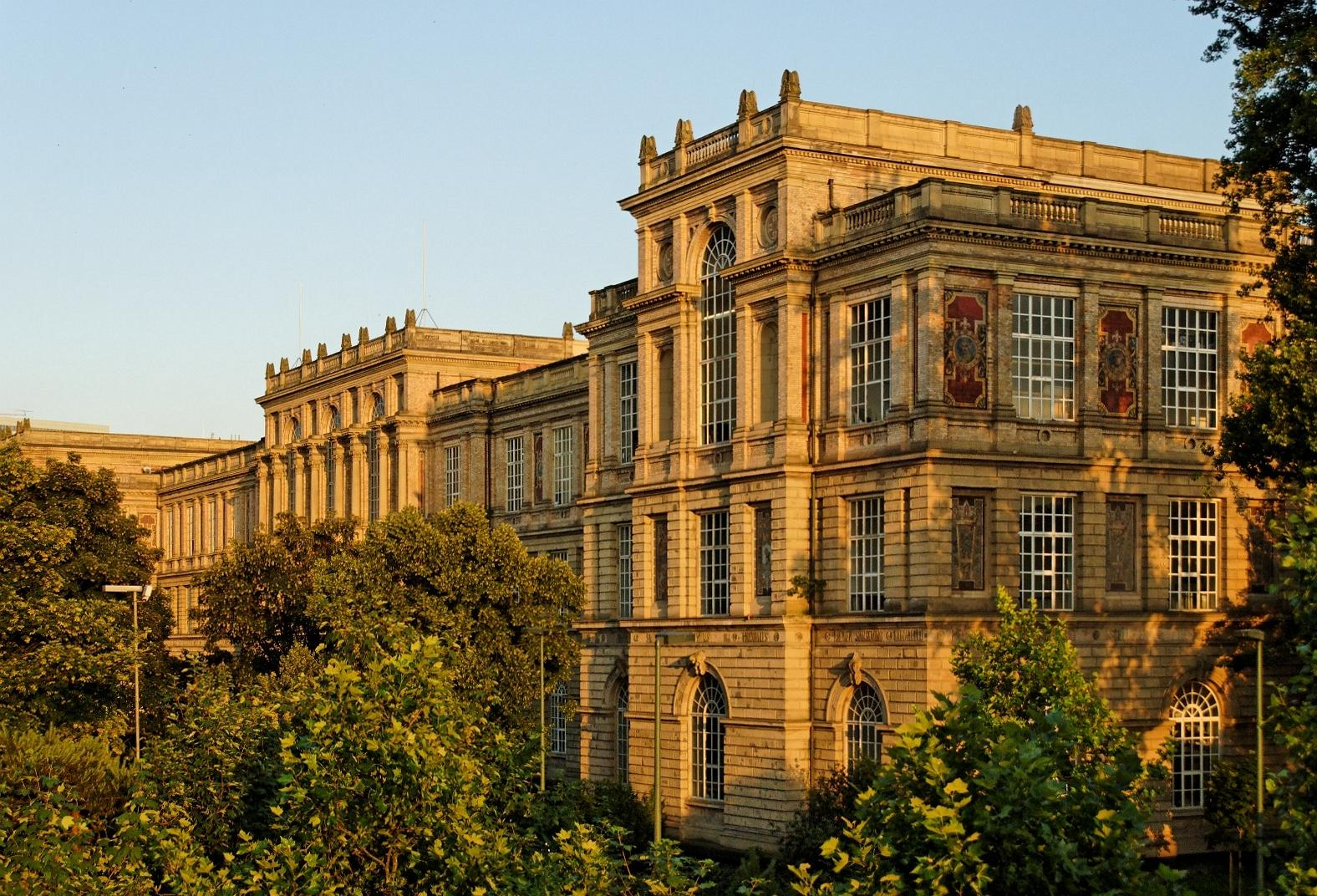
Hauptgebäude der Kunstakademie Düsseldorf (Nordfassade)

Als eine weitere Hochphase der Kunsthochschule gilt die Zeit vom Ende der 1950er bis zum Ende der 1970er Jahre, als Kreise um Protagonisten wie Joseph Beuys, Heinz Mack, Otto Piene, Gerhard Richter und Günther Uecker – mit Ideen und Bewegungen wie German Pop, ZERO und Fluxus, mit dem Erweiterten Kunstbegriff und dem Konzept der Sozialen Plastik – spektakuläre Aktionen und Diskurse initiierten und damit Einfluss auf die Kunstwelt sowie die westdeutsche Studentenbewegung der 1960er Jahre und die 68er-Bewegung nahmen. Besondere Wertschätzung erlangte seit den 1990er Jahren auch die Düsseldorfer Photoschule der künstlerischen Fotografie von Bernd und Hilla Becher sowie ihrer Schüler, etwa Andreas Gursky, Candida Höfer, Axel Hütte, Thomas Ruff, Jörg Sasse und Thomas Struth. Auf dem Kunstmarkt erzielten einige Werke von Professoren und Absolventen der Kunstakademie Höchstpreise; den weltweit bis dato höchsten Preis für ein Einzelwerk eines lebenden Künstlers erreichte 2010 das 1994 entstandene abstrakte Bild 809-4 von Gerhard Richter.
Das Hauptgebäude an der Eiskellerstraße 1 in Düsseldorf-Altstadt ist ein bedeutender Bau der Neorenaissance in Deutschland. Vor der Eingangstreppe eingemeißelt findet sich der von Irmin Kamp geprägte Anspruch der Akademie: „Für unsere Studenten nur das Beste“. Die Bibliothek der Akademie befindet sich im ersten Stock eines Nebengebäudes an der Reuterkaserne.

## Geschichte

### Anfänge ab 1773

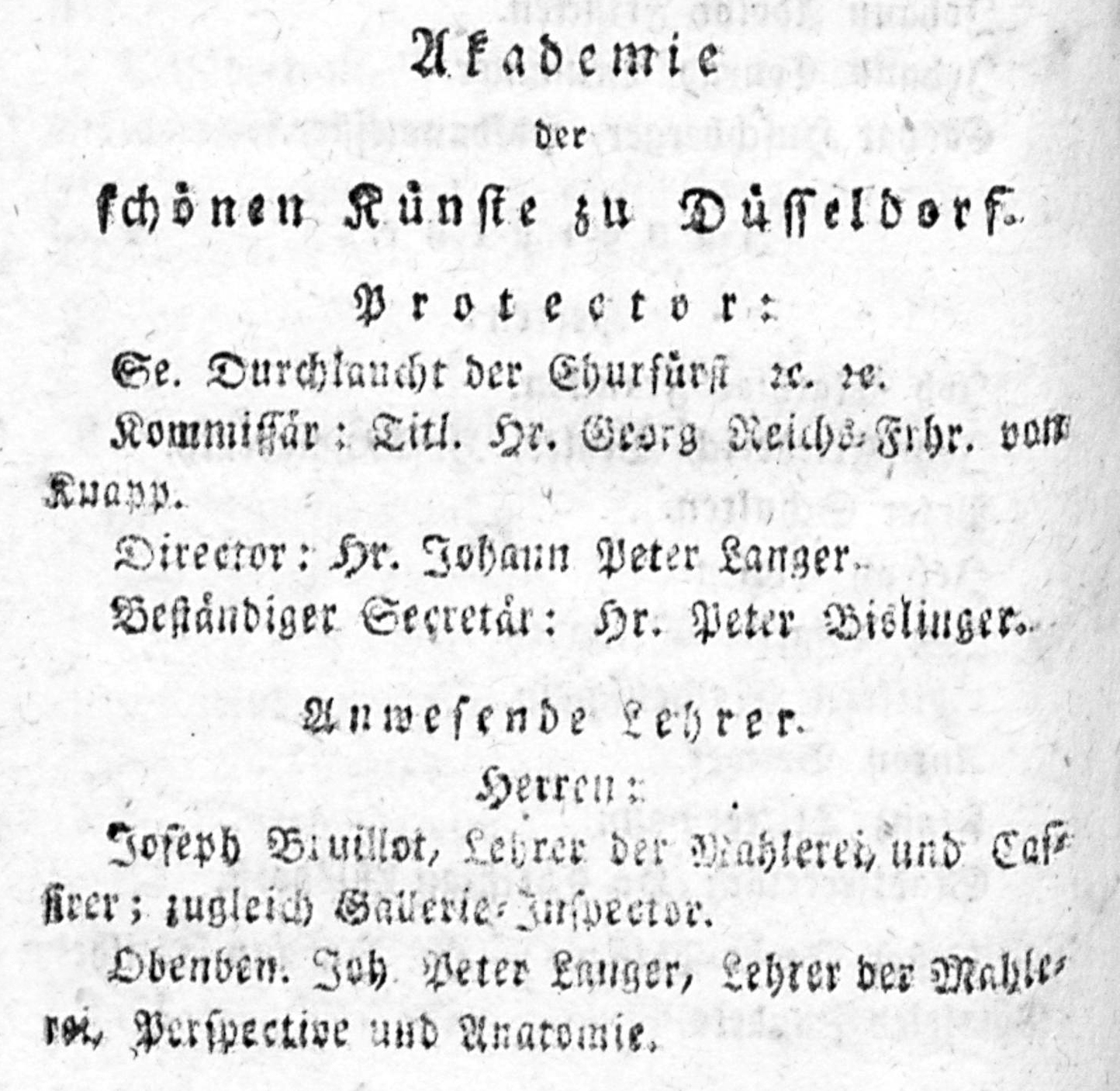
Eintrag im Düsseldorfer Adressbuch von 1801

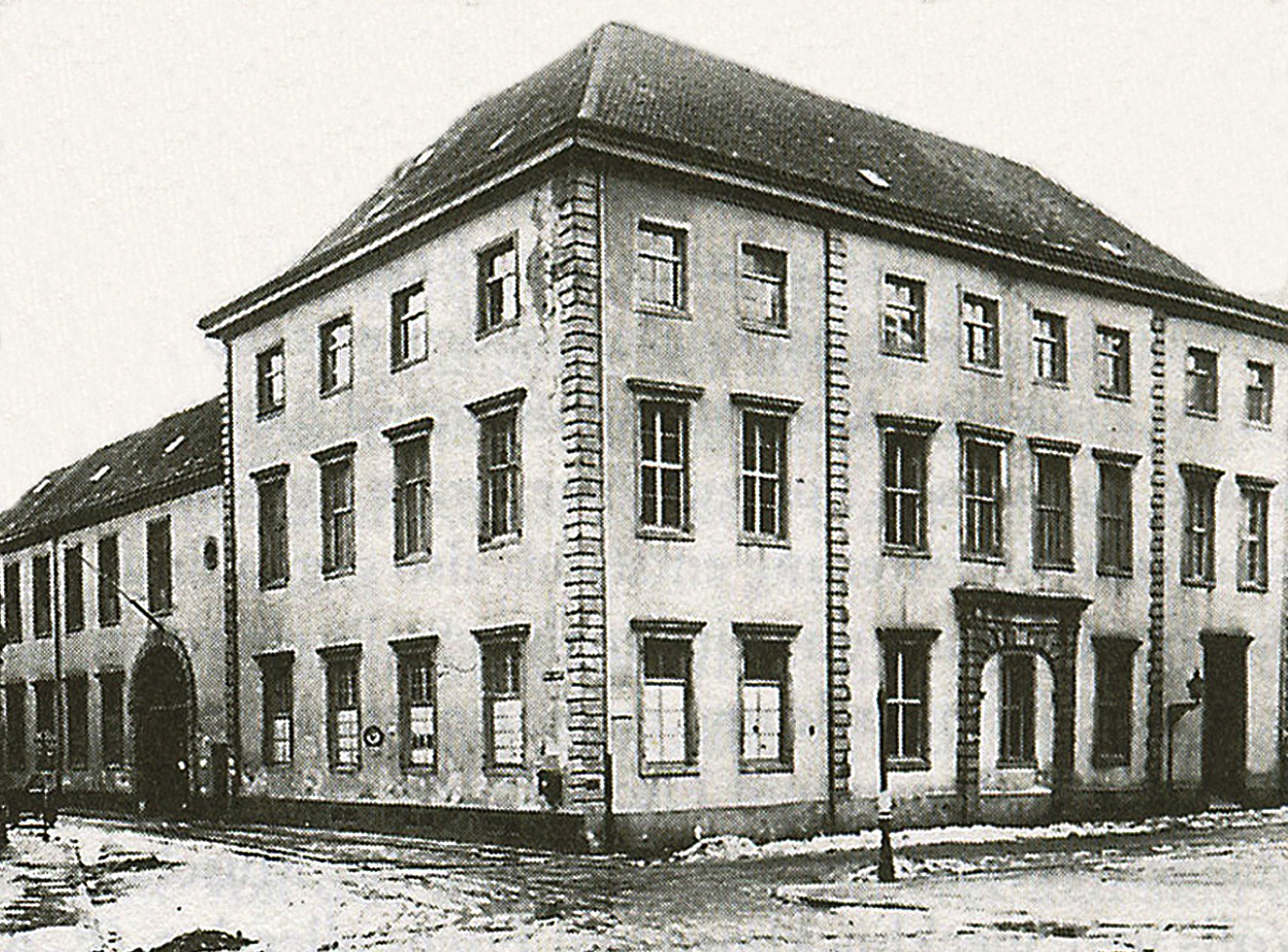
Palais Hondheim, Akademiestraße

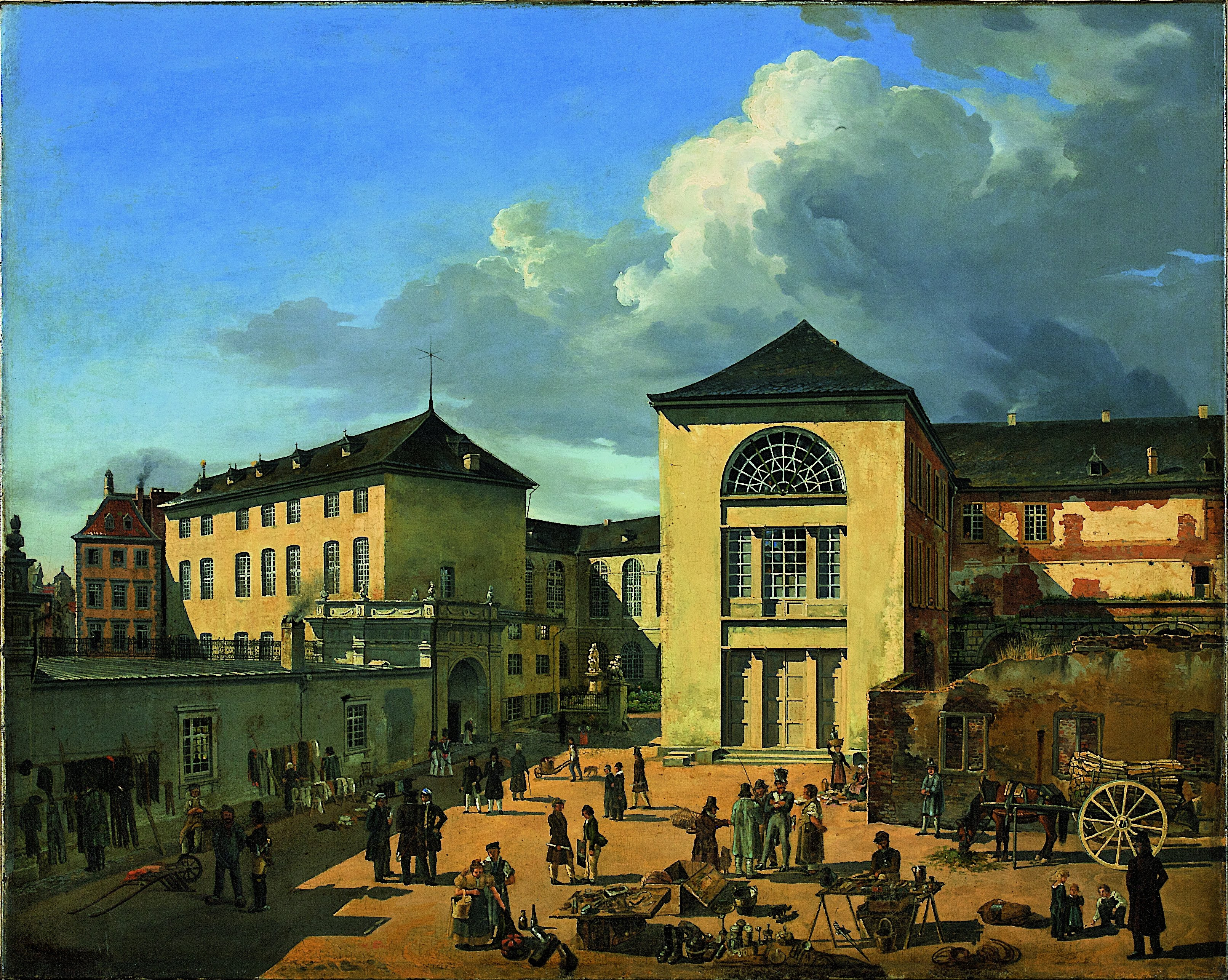
Andreas Achenbach: Die Kunstakademie in Düsseldorf, 1831

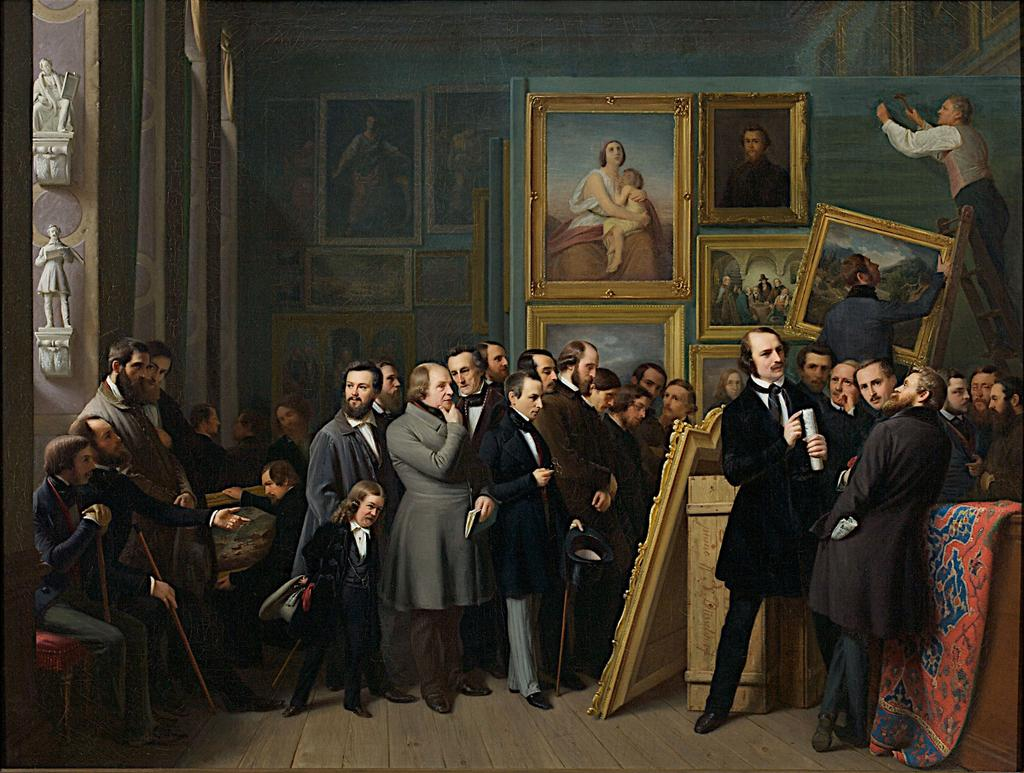
Die Bilderschau der Düsseldorfer Künstler im Galeriesaal von Friedrich Boser, 1844

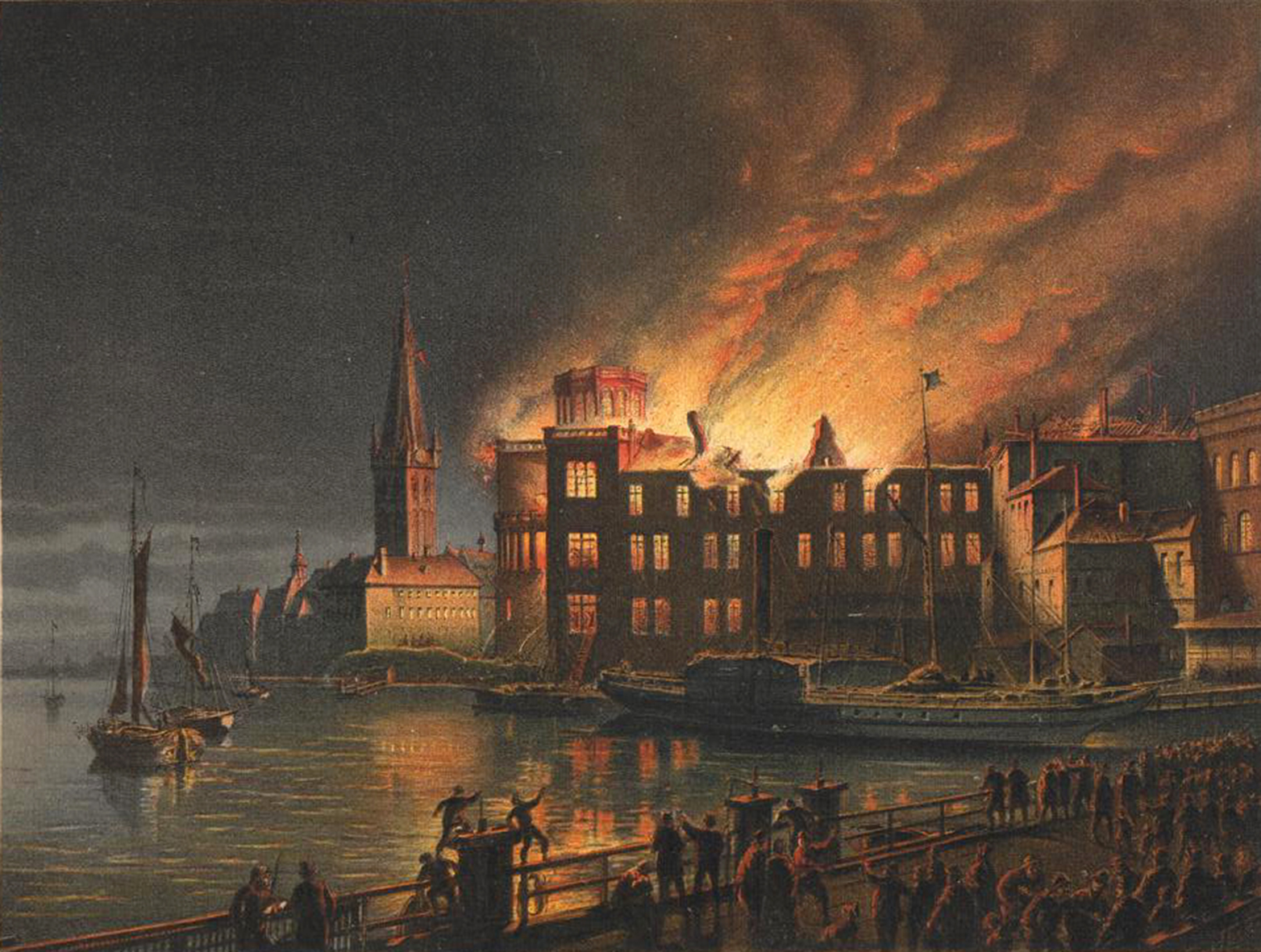
Brand der Akademie im Düsseldorfer Schloss in der Nacht vom 20. März 1872, Illustration von August von Wille, 1873

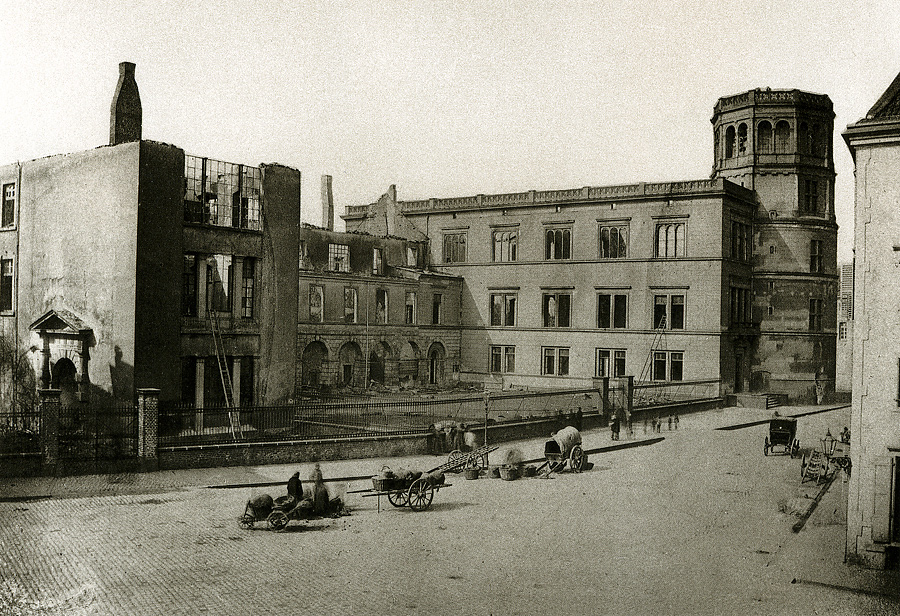
Düsseldorfer Schloss nach dem Brand von 1872

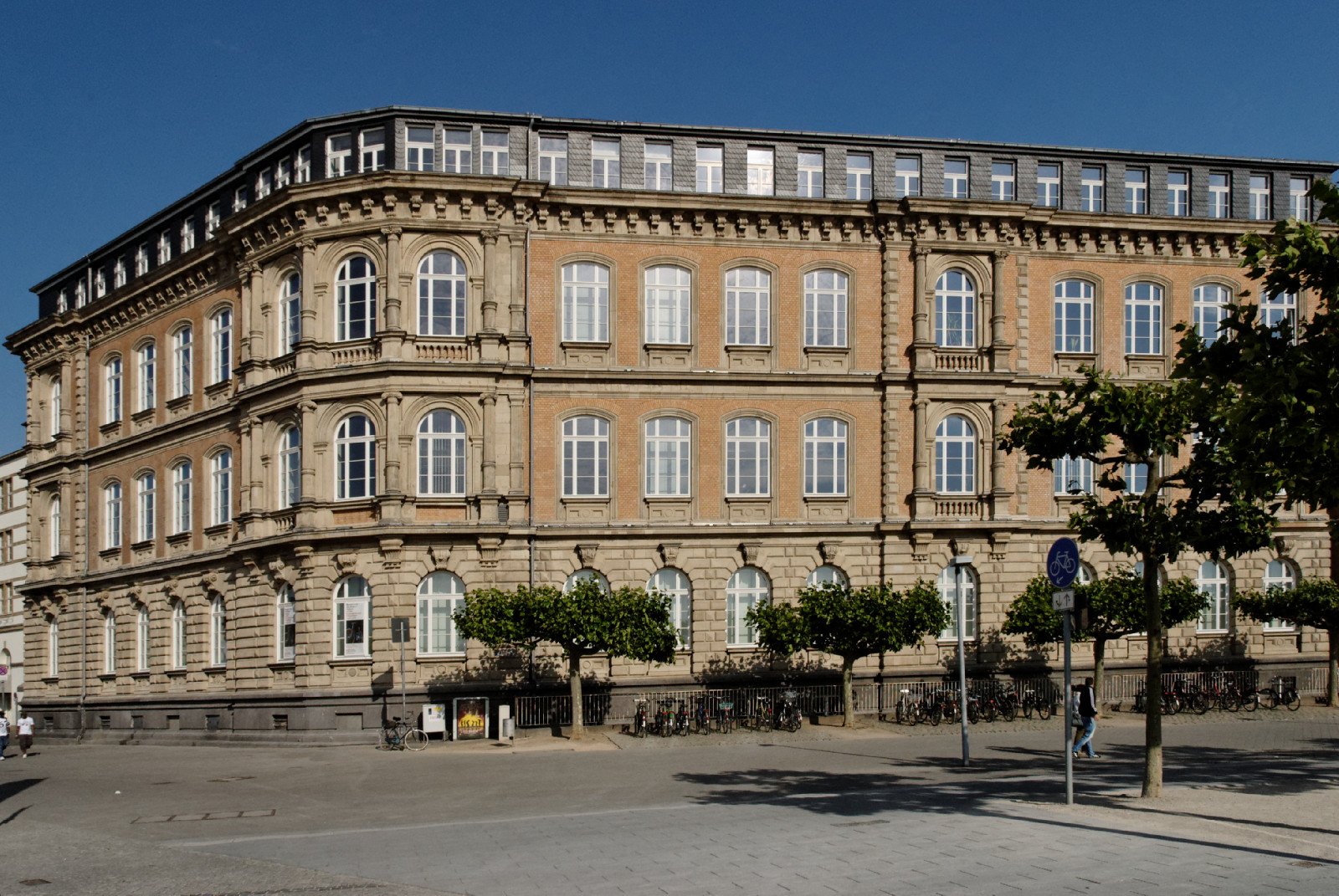
Ehemalige Kunstgewerbeschule Düsseldorf am Burgplatz

Die Kunstakademie entstand, belegt durch ein Rezess vom 3. März 1773, als „Kurfürstlich-Pfälzische Academie der Maler, Bildhauer- und Baukunst“ aus der um 1762 durch Lambert Krahe im Grupello-Haus gegründeten Zeichenschule. Von 1774 bis 1777 wurden Statuten nach den Pariser Vorbildern der Académie royale de peinture et de sculpture und Académie royale d’architecture entwickelt, die den Prozess der Institutionalisierung der Akademie als öffentliche Einrichtung abschloss. Eng verknüpft war die Akademie mit der 1709 errichteten Gemäldegalerie Düsseldorf, einer der bedeutendsten Bildersammlungen im Alten Reich. Um 1800 trug sie den Namen „Akademie der schönen Künste zu Düsseldorf“. Wegen fehlender finanzieller Mittel erlebte das Institut, das unter ihrem Direktor Johann Peter Langer vom Palais Hondheim in das ehemalige Düsseldorfer Franziskanerkloster an der Schulstraße umziehen musste, nach 1806, der Zeit des Großherzogtums Berg, einen Niedergang. Zuletzt waren nur noch drei Lehrkräfte tätig, der Akademie-Inspektor Lambert Cornelius, der Architekt Karl Friedrich Schäffer und der Kupferstecher Ernst Carl Gottlieb Thelott.
Da die berühmte Düsseldorfer Bildergalerie des kurfürstlichen Hauses Pfalz-Neuburg 1805/1806 im Zuge eines Ländertausches, an dem sich auch das Königreich Preußen beteiligt hatte, von Düsseldorf nach München abtransportiert worden war und da Düsseldorf bei der Eingliederung in das Königreich Preußen seine Hauptstadtfunktion eingebüßt hatte, beschloss die preußische Regierung als Entschädigung die Wiederbegründung der alten Akademie als Königlich-Preußische Kunstakademie. Ihre Gründung erließ Friedrich Wilhelm III. am 9. März 1819. Gedeutet wird die Gründung als „Reorganisation der Düsseldorfer Akademie“ und als „Instrument einer in die Provinzen ausgreifenden preußischen Kulturpolitik“, deren Ziel es war, einerseits die kulturelle Eigenart des Rheinlandes zu respektieren, andererseits die Bindung an Berlin zu garantieren. Als erster Direktor wurde auf Empfehlung Barthold Georg Niebuhrs zum 1. Oktober 1819 Peter von Cornelius berufen, der seine Ausbildung bei seinem Vater, dem Maler und Galerieinspektor Johann Christian Aloys Cornelius, erhalten hatte und seit 1811 unter den Lukasbrüdern in Rom lebte. Der Lehrbetrieb begann 1822. Cornelius stellte darin die Zeichenkunst und die Monumentalmalerei in den Vordergrund.
Die Kunstakademie befand sich von 1821 bis zum Brand 1872 im Galeriegebäude und in angrenzenden Flügeln des vormals kurfürstlichen Schlosses. Im Erdgeschoss waren die Bibliothek, Wohnungen und Arbeitsräume untergebracht. Die Ateliers der Professoren befanden sich im ersten Obergeschoss. Weitere Arbeitsräume und der Raum der Landschaftsklasse lagen im zweiten Obergeschoss.
Bereits 1824 ging Cornelius mit vielen seiner Schüler an die Kunstakademie München, wo ihm sein Verehrer, der bayerische Kronprinz Ludwig, bessere Möglichkeiten für die Entfaltung der Monumentalmalerei und ein deutlich höheres Direktorengehalt angeboten hatte. Nach einer Zeit der Ungewissheit folgte 1826 Wilhelm von Schadow aus Berlin kommend als neuer Direktor. Einige seiner Berliner Schüler schlossen sich ihm an und ließen sich ebenfalls in Düsseldorf nieder. Der preußische Kultusminister Karl vom Stein zum Altenstein hatte sich für Schadow als bekannten Porträtisten mit der Überlegung entschieden, dass unter den Bedingungen der aufsteigenden bürgerlichen Gesellschaft für die an der Kunstakademie auszubildenden Maler insbesondere Aufträge in der Porträt- und Tafelmalerei entstehen würden. Unter Schadows Ägide (bis 1859) entwickelte sich die Akademie zu einer Institution von internationalem Rang. Mit ihr verband sich seit den 1830er-Jahren der Begriff der Düsseldorfer Malerschule, die über den eigentlichen Kreis der Akademielehrer und -schüler hinaus reichte. Speziell die Landschaftsmalerei, aber auch das Genre, genossen einen hervorragenden Ruf; zahlreiche Maler aus Skandinavien, Russland und den Vereinigten Staaten von Amerika kamen zur Ausbildung nach Düsseldorf. Schadow führte ein Ausbildungssystem ein, das auf dem Prinzip der Meisterklasse beruhte. Nach einer Grund- oder Elementarklasse, in der das Kopieren von Zeichnungen, später das Abzeichnen von Abgüssen menschlicher Körperteile gelernt wurde, folgte die Vorbereitungsklasse. In dieser arbeiteten die Studenten nach ganzen Gipsabgüssen sowie nach der Natur. Ausführung eigener Entwürfe und Teilnahme an der Arbeit ihres Meisters folgten in der obersten Klasse, der Meisterklasse, die besonders talentierten Schülern vorbehalten war.

### Neubau am Sicherheitshafen
Nach dem Brand des Düsseldorfer Residenzschlosses, in dem die neugegründete Akademie zunächst untergebracht war, wurde zwischen 1875 und 1879 für sie am Gelände eines früheren Sicherheitshafens am nördlichen Rand der Düsseldorfer Altstadt nach einem Entwurf von Hermann Riffart ein Neubau in historistischen Formen der italienischen Renaissance erbaut. Bis zur Fertigstellung des Gebäudes kamen die Lehrer der Akademie in den übrig gebliebenen Gebäuderesten neben der Brandstätte, der Gemäldegalerie, oder im so genannten „Wunderbau“, erbaut von Friedrich Gerhardt, jenem im Osten der Stadt gelegenem Atelierhaus auf der Pempelforter Straße 80. Am 20. Oktober 1879 wurde die Akademie mit einem Festakt eingeweiht.
Mit der Deutschen Reichsgründung kam es zu Aktivitäten, die der Akademie eine zweite Blüte des Aufschwungs herbeiführten, insbesondere unter dem preußischen Kultusminister Adalbert Falk. Im Sinne Preußen-Deutschlands und des Wilhelminismus nahm die Monumentalkunst eine bevorzugte Stellung ein.
In den 1890er Jahren, der Aufschwungsphase nach dem Gründerkrach, verpflichtete die Königliche Kunst-Akademie an der Rheinbrücke Karl Janssen für die Bildhauer. Er schaffte es, dass die Absolventen der Königlichen Kunstakademie zu Düsseldorf in der Kunstszene auffielen.
1909 wurde eine Abteilung für kirchliche Monumentalkunst gegründet unter Leitung von Josef Huber-Feldkirch, die Kurse veranstaltete zur Förderung „moderner“ Kunst für die Kirchen.
Nach dem Ersten Weltkrieg wurden die Klassen für Bühnenbild (Lehrbeauftragter Georg Hacker) und für Druckgraphik eingerichtet. Zum 1. April 1919, unter der Ägide Fritz Roebers, wurde die Kunstakademie mit wesentlichen Teilen der Kunstgewerbeschule Düsseldorf zusammengelegt. Diese Schule hatte von 1904 bis 1907 unter der Leitung von Peter Behrens, eines früheren Studenten der Kunstakademie und Mitgründers des Deutschen Werkbundes, gestanden. Er hatte neue Ideen für die Architektur- und Designerausbildung verwirklicht. Von 1908 bis 1919 unterstand die Kunstgewerbeschule dem Direktorat von Wilhelm Kreis, der mit seiner Architekturabteilung die Schule vom ursprünglichen Typus des Kunstgewerbes entfernte und diese zu einer Architekturhochschule weiterentwickelte. Die Vereinigung beider Einrichtungen bewirkte eine weitere programmatische Öffnung der Kunstakademie.
Unter Wilhelm Kreis gab es um 1912 an der Kunstgewerbeschule eine Klasse in Auffassungszeichnen, Naturstudien und Aktzeichnen für Damen. Seit 1918 hatten einige wenige in der „Kunsthochschule für Frauen“, welche sich im südlichen Flügel des Kunstpalasts befand, die Möglichkeit zu einem Studium, was auf Nachkriegsinitiativen emanzipatorischer Frauenvereine zurückging, insbesondere auf Anregungen des 1911 gegründeten Vereins Düsseldorfer Künstlerinnen. Durch die Angliederung der Kunstgewerbeschule an die Akademie waren nun auch Frauen immatrikulationsberechtigt und wurden ab 1921 zum Studium an der Staatlichen Kunstakademie Düsseldorf zugelassen.
In den ersten Jahrzehnten des 20. Jahrhunderts war die Kunsthochschule ein Kristallisationskern der Moderne. Richtungen wie der Rheinische Expressionismus und Künstlervereinigungen wie Das Junge Rheinland und der Sonderbund setzten neue Impulse und schufen ein innovatives Klima. Studenten der 1920er-Jahre waren unter anderem Arno Breker und Wilhelm Lehmbruck.

### „Neue Akademie“
Fritz Roeber, seit 1908 Direktor der Akademie, setzte sich dafür ein, einen modernen größeren Neubau für die Akademie zu errichten. Die Stadt Düsseldorf bot dem preußischen Staat an, gegen eine Überlassung des alten Akademie-Gebäudes am Sicherheitshafen und einen finanziellen Beitrag von 1,25 Millionen Mark (in fünf Jahresraten) ein etwa 12 ha großes Gelände bereitzustellen „und darauf nach einem staatlicherseits zu genehmigenden Entwurf einen allen Ansprüchen genügenden Neubau gebrauchsfertig herzustellen, der dann mit allen Anlagen in das Eigentum des Staates übergeht.“ 1912/1913 wurde dafür ein Architektenwettbewerb durchgeführt, bei dem der gemeinsame Entwurf der Architekten Karl Wach und Heinrich Beck preisgekrönt und zur Ausführung bestimmt wurde. Die erste Jahresrate von 250.000 Mark wurde bereits im preußischen Staatshaushalt für das Jahr 1913 ausgewiesen. So entstand auf der Golzheimer Heide, die sich südlich des Vororts Stockum und nördlich des Vororts Golzheim zwischen dem Rhein und dem Ortsteil Rath erstreckte, unweit des Rheinufers die sogenannte „Neue Akademie“ bzw. „Neue Kunstakademie“. Die Adresse lautete Menzelstraße 16, die neu angelegte Straße wurde nach dem Maler Adolph von Menzel benannt und verlief von der Grünewaldstraße bis zur Stockumer Kirchstraße.
Karl Wach übersiedelte nach Düsseldorf und war an der Bauausführung beteiligt; er etablierte sich in der Stadt und wurde 1918 als Professor an die Kunstgewerbeschule Düsseldorf berufen. Bei deren Auflösung 1919 wurden mehrere ihrer Abteilungen (darunter die für Architektur) und die Zeichenlehrer-Ausbildung von der Kunstakademie weitergeführt. Karl Wach war nun Dozent an der Hochschule, deren neues Domizil er baute. Durch die wirtschaftlichen Schwierigkeiten während des Ersten Weltkriegs und in der von Novemberrevolution, Hochinflation und Besatzung durch französische und belgische Truppen geprägten Nachkriegszeit zogen sich die Bauarbeiten für das neue Hauptgebäude noch bis 1922/1923 hin. Ende 1923 konnte die Architektur-Abteilung in die „Neue Kunstakademie“ umziehen. Die Ausführung der Nebengebäude und der Gartenanlagen nach der ursprünglichen Gesamtplanung von Wach und Beck scheiterte an den fehlenden finanziellen Mitteln. Der geplante Tausch zwischen Stadt und Staat (Altbau gegen Neubau) war spätestens damit gescheitert. Ab 1929 wurden auch Räume als Ateliers an Künstler vermietet, um mit dem Gebäude einen Ertrag zu erwirtschaften.
1936 wurde das nun „Städtisches Atelierhaus“ genannte Hauptgebäude in die Planungen für die Reichsausstellung Schaffendes Volk (1937) integriert, es bildete als „Haus der Deutschen Arbeitsfront“ das Hauptgebäude und den point de vue der Hauptachse „Straße des Lebens“. Nach der Ausstellung wurde das Hauptgebäude zum Dienstgebäude der SA-Gruppe Niederrhein unter der Führung von Heinrich Knickmann, genannt „Horst-Wessel-Haus“. 1939 befanden sich im Untergeschoss weiterhin fünf Ateliers für Maler und Bildhauer und die 1926 gegründete Bronzegießerei Gustav Schmäke. 1974 wurde der Bau zugunsten des Aquazoos im Nordpark abgerissen. Allein der rückwärtige Treppenaufgang am Kopf der Pappelallee blieb erhalten.
Im Laufe der Jahre hatten viele Künstler ihr Atelier im Hauptgebäude, z. B. Jan Thorn Prikker, Emil Fahrenkamp, Arno Breker, Ernst Gottschalk.

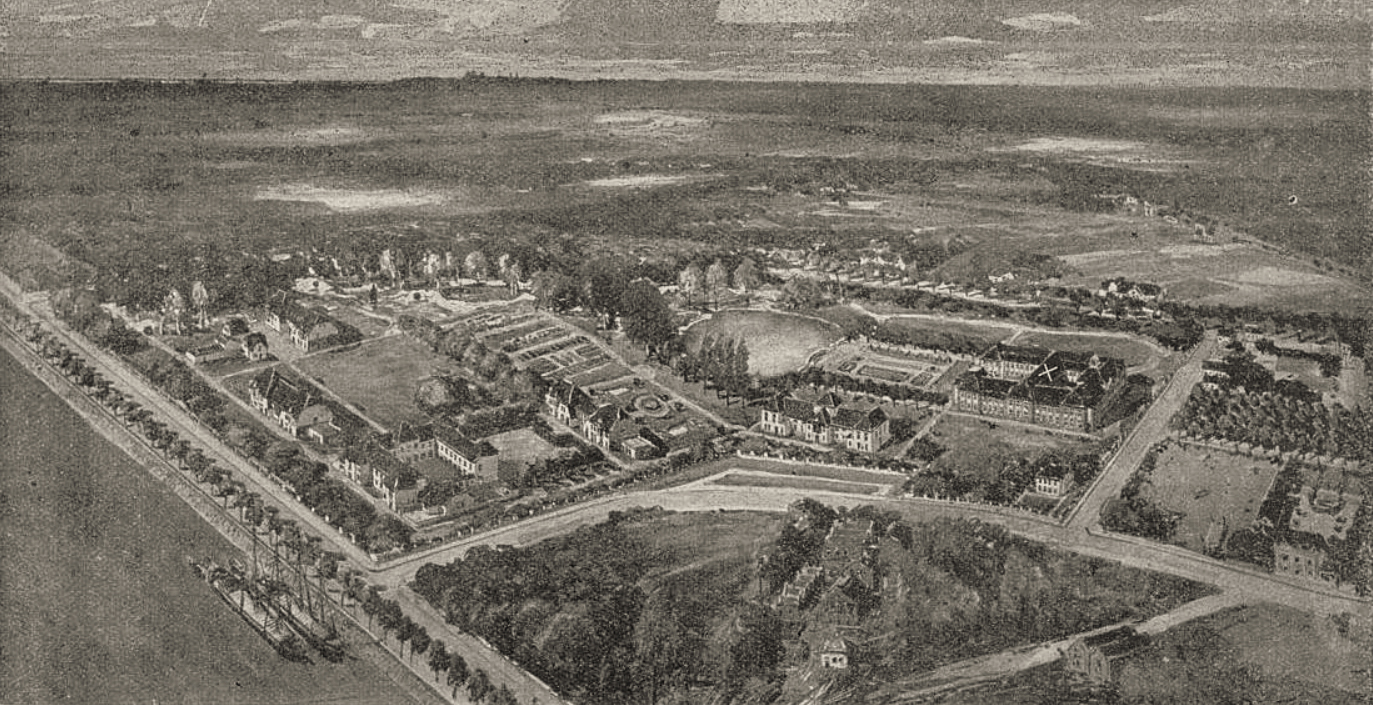
Vogelschaubild der Neuen Kunstakademie (Hauptgebäude mit „×“ gekennzeichnet)
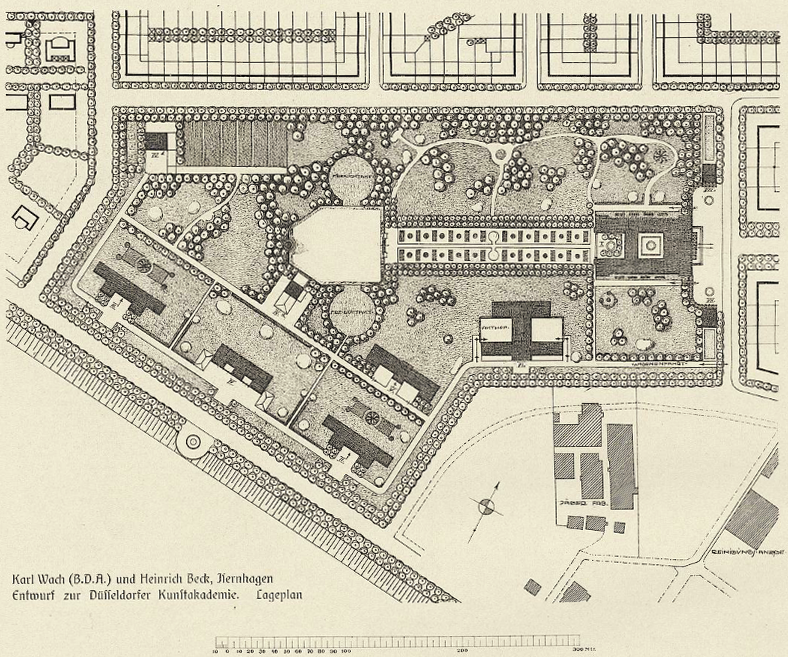
Wettbewerbsentwurf von Wach und Beck, Lageplan
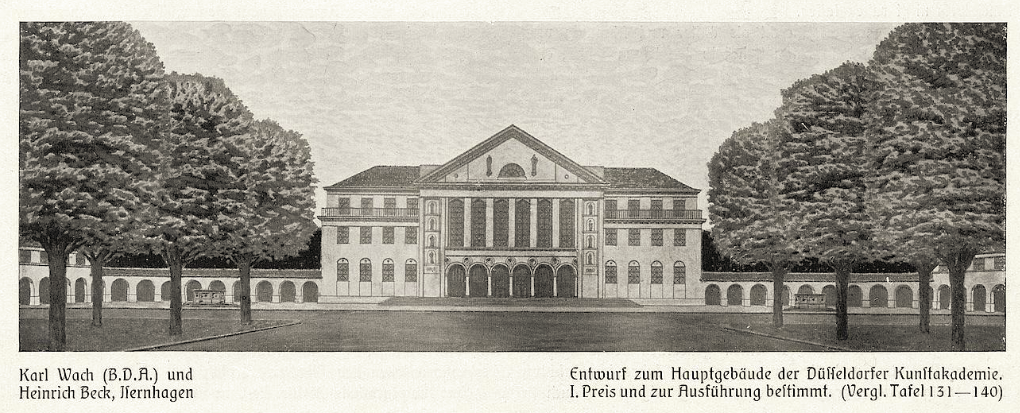
Wettbewerbsentwurf von Wach und Beck, Ansicht des Hauptgebäudes
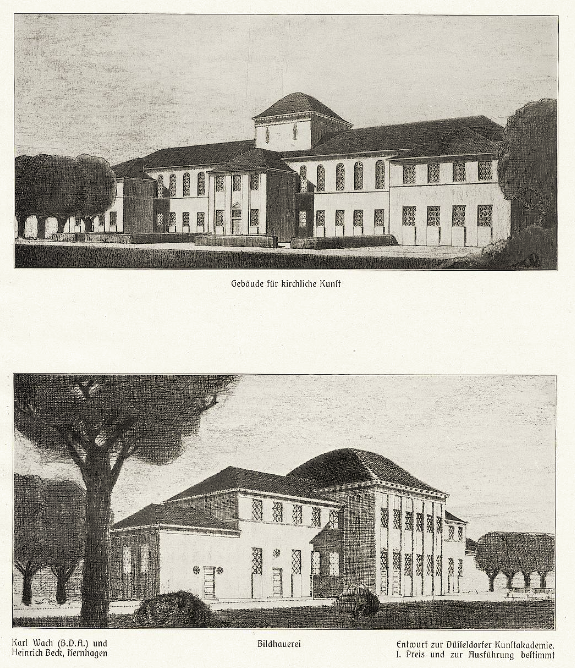
Gebäude für kirchliche Kunst und Bildhauerei, Karl Wach und Heinrich Beck, Ansichten
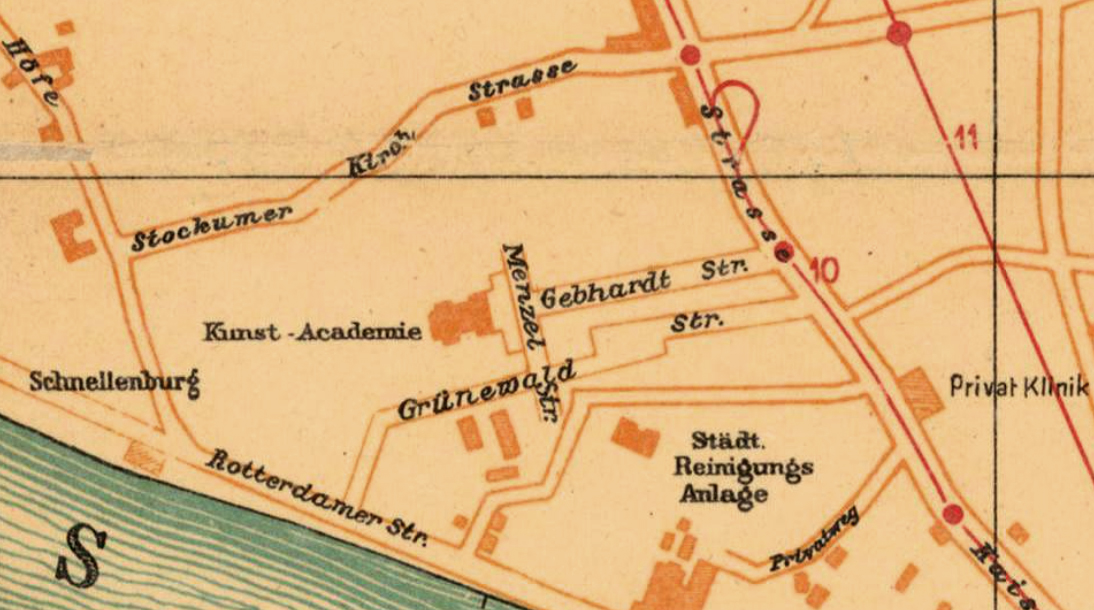
Kartenausschnitt von 1929
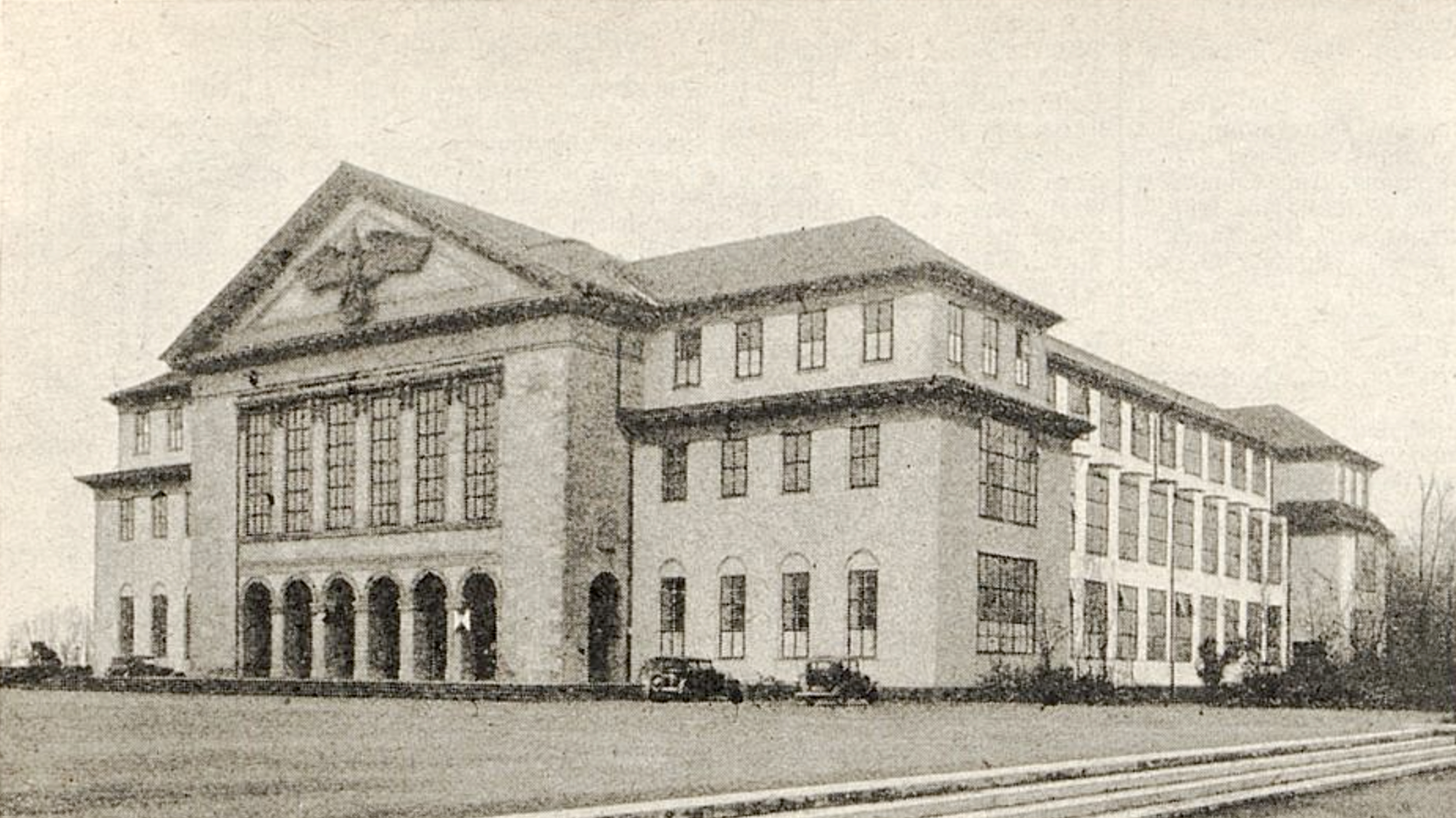
Hauptgebäude als Horst-Wessel-Haus (1939)

### Nach 1933
1933 fielen mit dem Direktor Walter Kaesbach sowie zwölf Professoren und Lehrern viele Dozenten der Säuberungswelle der Nationalsozialisten zum Opfer. Der Kunsthistoriker Kaesbach wurde von der NSDAP-Zeitung Volksparole als eines jener Elemente bezeichnet, die der deutschen Kultur hemmend im Wege standen. Ihm wurde vorgeworfen, er habe der „Kunstzersetzung“, dem „Bolschewismus“ und „Separatismus“ gedient und in seinen Räumen alles gestattet außer „deutsches Kunstschaffen“. Auf Veranlassung des Kunstmalers und NSDAP-Mitglieds Ludwig Siekmeyer, der sich am 31. März 1933 als „Mitglied der von der Gauleitung der Nationalsozialistischen Arbeiterpartei eingesetzten Fachgruppe für bildende Künste, Theater und Musik“ vorstellte, übernahm Julius Paul Junghanns kommissarisch die Leitung, bis am 25. Oktober 1933 der Dortmunder Architekt Peter Grund mit der vertretungsweisen Wahrnehmung der Direktorengeschäfte der Akademie betraut wurde. Grund war der erste Architekt, der die Leitung der Akademie übernahm. Im Dezember 1933 wurde Grund dann zum kommissarischen Leiter der Landesstelle Rheinland der Reichskammer der bildenden Künste ernannt und im Juni 1934 zum ordentlichen Direktor der Akademie.
In dieser Zeit mussten außer Kaesbach von den etwa 29 Lehrern mindestens weitere 14 die Akademie verlassen, darunter Paul Klee, Ewald Mataré, Heinrich Campendonk, Karl Hofer und Oskar Moll. Alexander Zschokke ging 1937 auf eigenen Wunsch, Heinrich Nauen verlor sein Amt wie Werner Heuser 1937.
Zur nationalsozialistischen Neuprofilierung der Akademie wurden 1933 Heinrich Reifferscheid, Walter Maria Kersting (der Gestalter des Volksempfängers), Leo Sebastian Humer und Richard Schwarzkopf berufen. So wie wenige Monate nach seinem Eintritt in die NSDAP im Juli 1933 wurde Franz Radziwill als Professor für Freie Kunst berufen, ein Amt, welches er bis 1935 innehatte, als er selbst beschuldigt wurde, in der Weimarer Zeit „entartete“ Bilder gemalt zu haben. Ebenfalls berufen wurde der Bildhauer Edwin Scharff, der von der Berliner Akademie versetzt wurde.
Bei der Neuausrichtung der Düsseldorfer Kunstakademie 1933 wurden unter anderem neue Hilfsfächer wie Rassenkunde, Wehrsport und nationalsozialistische Schulung eingeführt. Mit parteikonformen Lehrkräften wie Friedrich Erhard Haag, der als nichtbeamteter außerordentlicher Professor für allgemeine Hygiene, Rassenhygiene und Bakteriologie, ab Mai 1934 das Fach „Rassenkunde“ unterrichtete, stockte man das Personal auf.
Die kommenden Jahre waren in der Akademie von nationalsozialistischen Kunstvorstellungen, etwa der Blut- und Bodengebundenheit sowie einem starken Antiindividualismus, geprägt. Werner Peiners Professur für Monumentalmalerei wurde nach Kronenburg in der Eifel ausgelagert, dort erfolgte die Gründung der Hermann-Göring-Meisterschule für Malerei, aus der auch der DDR-Staatskünstler Willi Sitte hervorging. Das für sie errichtete Gebäude wurde von Emil Fahrenkamp entworfen, der im Juli 1937 die kommissarische Leitung der Akademie übernahm.

### Nach 1945

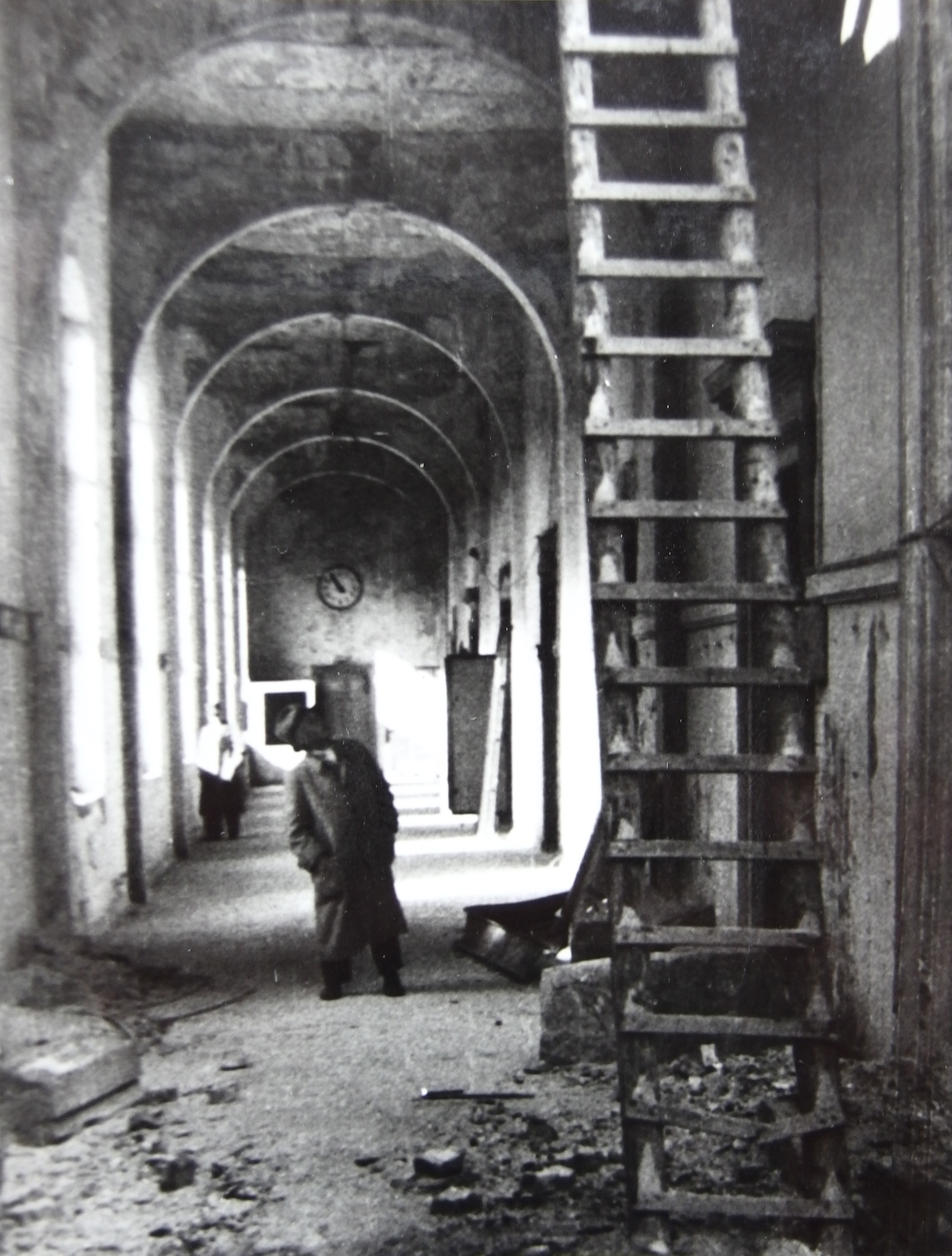
Direktor Werner Heuser im Flur der kriegsbeschädigten Kunstakademie, Januar 1947

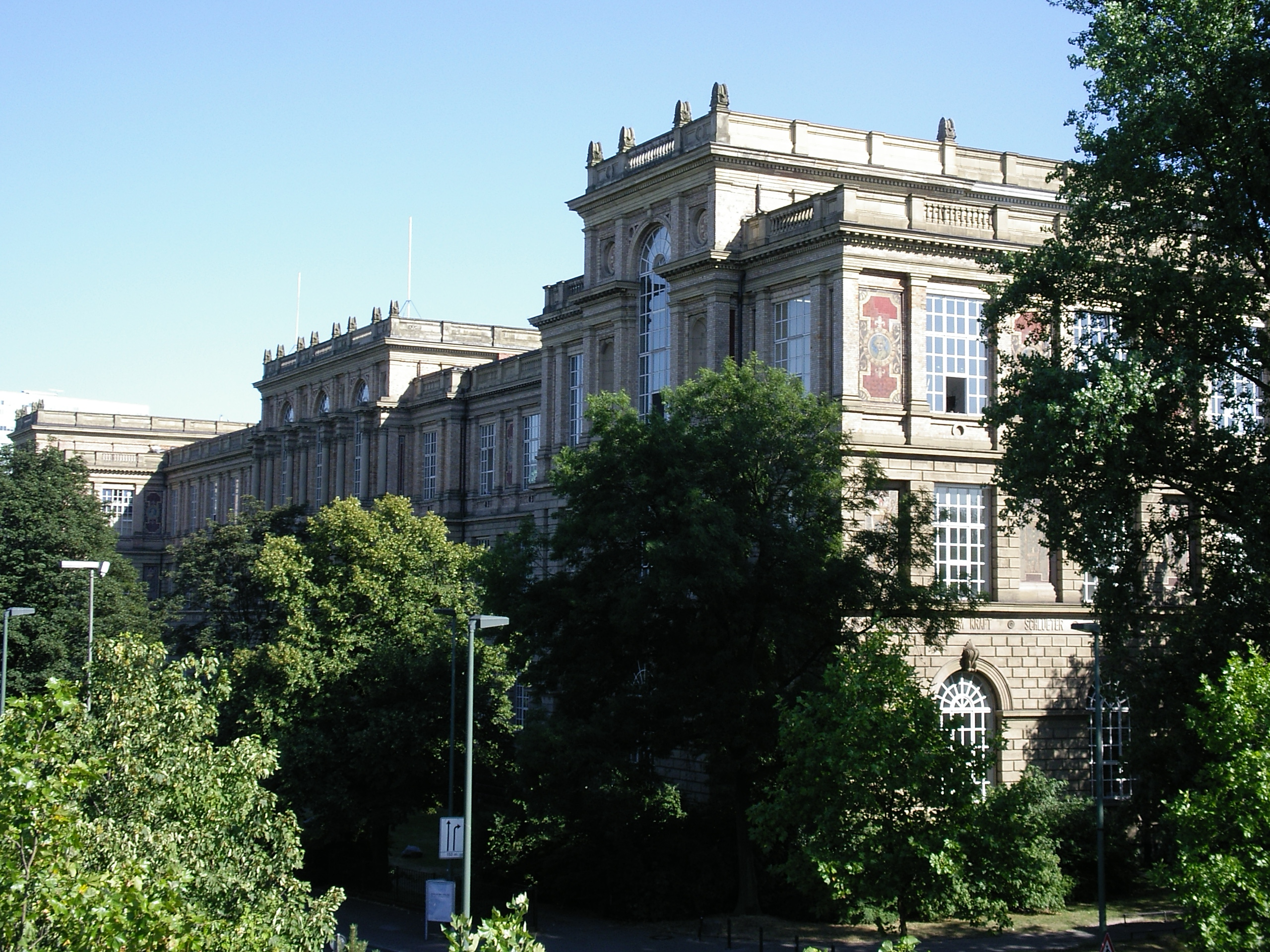
Hauptgebäude der Kunstakademie, von der Oberkasseler Brücke aus gesehen

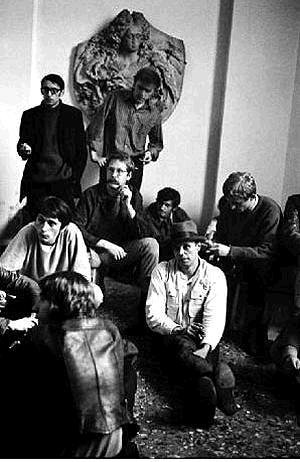
Foyer der Kunstakademie am 6. Mai 1969: Joseph Beuys im Ringgespräch mit Studenten

Nach dem Krieg erwies sich die Ausgangssituation für die Wiederaufnahme des Lehrbetriebes als denkbar ungünstig: Am 14. und 21. März 1945 trafen zum zweiten und letzten Mal Bomben das Akademiegebäude schwer und im östlichen Flügel stürzten sämtliche Decken ein. Aber mehr durch Artilleriebeschuss als durch Bombenangriffe war die im Stil der Italienischen Renaissance erbaute Akademie nahe der Oberkasseler Brücke stark beschädigt worden, von 90 Räumen konnten nur fünf benutzt werden. Die nach Kriegsende für die Provinz Nordrhein zuständigen britischen Militärbehörden, mit dem zuständigen Oberstleutnant Henry James Walker, hatten ein großes Interesse an schneller Normalisierung des öffentlichen Lebens und bestanden auf rascher Wiedereröffnung der Akademie trotz der desolaten Raumsituation. Ewald Mataré, 1945 als kommissarischer Direktor eingesetzt, wollte die Akademie nur mit geeigneten Lehrkräften wieder eröffnen, d. h., er wollte ehemalige Nazis nicht weiter lehren lassen. Die Regierung wollte seinen Bestrebungen nicht folgen und ließ lediglich die Direktoren nicht im Amt. So wurde 1945 Werner Heuser an die Akademie zurückberufen und übernahm das Amt des Direktors (1946–1949) und legte den Grundstein zum Wiederaufbau des Gebäudes und des Lehrbetriebs, welcher unter seinem Nachfolger Heinrich Kamps abgeschlossen werden konnte.
Die offizielle Eröffnung, die erste einer Kunstakademie in Westdeutschland, fand am 31. Januar 1946 statt. Das Kollegium bestand aus den drei zwischen 1929 und 1938 entlassenen und 1945 wieder berufenen Mataré, Heuser und Kamps sowie den folgenden, zum Teil erst im Dritten Reich berufenen Lehrern: Fritz Becker, Paul Bindel, Otto Coester, Joseph Enseling, Wilhelm Herberholz, Josef Mages, Jakob Heinrich Schmidt, Wilhelm Schmurr und Walter von Wecus.
„Der Aufbruch der überwiegend nicht mehr jungen Lehrer im Kollegium war kein stürmischer und blieb eher bedächtig, oft spürbar getragen von dem Wunsch, endlich das in Freiheit mitteilen und lehren zu können, von dem man schon immer überzeugt war. Selbst ein Lehrer wie Mataré ragte nicht durch die Kühnheit künstlerischer Neuerungen heraus, sondern durch die Spannbreite der Positionen, die er in seiner Klasse zuließ.“
Studenten dieser Zeit waren unter anderem Matarés Meisterschüler Joseph Beuys, Erwin Heerich und Günter Grass, der seinen Kommilitonen Herbert Zangs in dem Roman Die Blechtrommel als „Maler Lanke“ verewigte.
1947 wurden Theo Champion, Otto Pankok, Walter Köngeter und Hans Schwippert berufen.
Im Jahr 1958 folgte die Vollendung des Ateliergebäude westlich des Hauptgebäudes. In dem darauf folgenden Jahr wurde dann Karl Otto Götz an die Akademie berufen, aus dessen Klasse die Maler Gerhard Richter, Gotthard Graubner, Sigmar Polke und HA Schult hervorgingen.
In den bewegten 1960er- und 1970er-Jahren (German Pop, 68er-Bewegung und Punk nahmen ihren Ausgang in Düsseldorf) erlebte die Akademie eine intensive Auseinandersetzung durch viele Fluxus-Veranstaltungen und Aktionen, etwa das Festival Festum Fluxorum Fluxus am 2. und 3. Februar 1963, die Performance Infiltration Homogen für Konzertflügel am 28. Juli 1966 oder die Gründung einer Organisation für direkte Demokratie durch Volksabstimmung am 19. Juni 1971. Es kam auch zu größeren Konflikten zwischen Professoren der Hochschule und Joseph Beuys, gegen den sogar ein Manifest verfasst wurde. Johannes Rau führte als Minister für Wissenschaft und Forschung mit Beuys eine juristische Auseinandersetzung um seine Kündigung, die erfolgt war, weil Beuys das Sekretariat gemeinsam mit abgewiesenen Studenten besetzt hatte. Der spätere Rektor Markus Lüpertz wurde in den 1960er-Jahren der Akademie verwiesen.
Nach wie vor ranken sich Legenden um die Düsseldorfer Akademie mit ihrem eindrucksvollen Gebäude und den riesigen Ateliers, so beispielsweise um den legendären Raum 20, in dem unter Beuys die Künstler Katharina Sieverding, Blinky Palermo, Imi Knoebel und Jörg Immendorff arbeiteten, bevor Knoebel, Immendorff und Palermo Raum 19 für sich beanspruchten.
Ein ähnlicher Ausgangspunkt wichtiger künstlerischer Strömungen war die Foto-Klasse von Bernd Becher mit den Schülern Andreas Gursky, Candida Höfer, Axel Hütte, Thomas Ruff und Thomas Struth. Bernd Becher war 1976 auf Vorschlag von Norbert Kricke Inhaber des Lehrstuhls für Fotografie geworden. Ihm folgte im Jahr 1999 Jeff Wall und im Jahr 2000 Thomas Ruff.
Weitere wichtige Lehrer nach dem Zweiten Weltkrieg waren Klaus Rinke mit den Meisterschülern Reinhard Mucha und Fritz Schwegler, bei dem unter anderem Thomas Demand, Gregor Schneider, Thomas Schütte und Katharina Fritsch studierten, Alfonso Hüppi mit einer Vielzahl an interessanten Schülern wie Dirk Skreber und Corinne Wasmuht und der Theoretiker Oswald Wiener.
In den 1980er-Jahren gab es eine kulturpolitische Landtagsinitiative, nach der die Kölner Werkschulen (heute: Kunsthochschule für Medien Köln) zusammen mit der 1971 gegründeten Kunstakademie Münster als Unterabteilung der Kunstakademie Düsseldorf geführt werden sollten.
In der Akademie befanden oder befinden sich kunsthistorisch relevante Werke wie die Fettecke von Joseph Beuys in Raum 3 (heute Professorenraum), Imi Knoebels Raum 19 (Verbleib: Dia:Beacon, New York), Gerhard Merz Installation eines Oberlichts in Raum 301 im Nordturm der Akademie und eine aus Kakteen bestehende Arbeit von Klaus Rinke. Dies hat unter anderem mit der Tradition zu tun, den Professoren nicht nur Klassenräume zur Verfügung zu stellen, sondern auch ein eigenes Atelier.

### Heute
Die Konzeption des Studiums gilt als eine der weltweit freiheitlichsten und dem künstlerischen Denken verpflichtet. Aktuell unterrichtet an der Akademie eine divergente und internationale Professorenschaft mit Peter Doig, Ellen Gallagher, Yesim Akdeniz, Dominique Gonzales-Foerster, Richard Deacon, Rebecca Warren (Großbritannien), Rita McBride und Christopher Williams (beide USA), Siegfried Anzinger, Herbert Brandl und Martin Gostner (alle Österreich), Tal R (Dänemark/Israel), Didier Vermeiren (Belgien) und den deutschen Künstlern, Reinhold Braun, Andreas Schulze, Andreas Gursky, Eberhard Havekost, Katharina Fritsch, Tomma Abts, Marcel Odenbach, Hubert Kiecol, Max Dudler und Thomas Grünfeld (Auswahl).
Im Bereich kunstbezogene Wissenschaften wurden unter anderem Durs Grünbein und Siegfried Gohr berufen.
Jährlich zum Ende des Wintersemesters lädt die Akademie zum Rundgang ein. Alle Klassen stellen der Öffentlichkeit ihre künstlerischen Arbeiten vor. Das qualitative Niveau reicht von der Studie bis zum frühen Meisterwerk.
Am Burgplatz besteht im Gebäude der früheren Kunstgewerbeschule seit 2005 die sogenannte Akademie-Galerie. Sie bietet den Werken der Professoren der Kunstakademie und ihren früheren Studenten Ausstellungsraum und soll langfristig eine Sammlung der Kunstakademie aufbauen. Großen Erfolg feiern die Absolventen der Düsseldorfer Photoschule. Andreas Gursky, Schüler von Bernd und Hilla Becher wurde selber Professor an der Akademie.
Im August 2017 wurde Karl-Heinz Petzinka neuer Rektor, der zuvor bereits als künstlerischer Leiter von RUHR.2010 – Kulturhauptstadt Europas verantwortlich zeichnete. Im Sommer 2022 legte er überraschend sein Amt nieder. Johannes Myssok, Professor für Kunstgeschichte, übernahm kommissarisch die Leitung. Im Dezember 2022 wählte die Kunstakademie Düsseldorf die Architektin Donatella Fioretti, seit 2017 Professorin für Baukunst, zur neuen Rektorin. Sie hatte sich knapp gegen Myssok durchgesetzt. Das NRW-Wissenschaftsministerium erklärte die Abstimmung Anfang Februar 2023 wegen Verfahrensfehlern für ungültig. Nach Streitereien um die Berufung Fiorettis gab Johannes Myssok im März 2023 sein Amt als kommissarischer Rektor auf. Tony Cragg, seit 2015 Ehrenmitglied der Kunstakademie, übernahm kommissarisch die Leitung des Hauses. Am 24. April 2023 wurde Fioretti zur Rektorin gewählt. Im Senat der Akademie erhielt sie zehn Stimmen, bei zwei Enthaltungen und zwei Gegenstimmen.

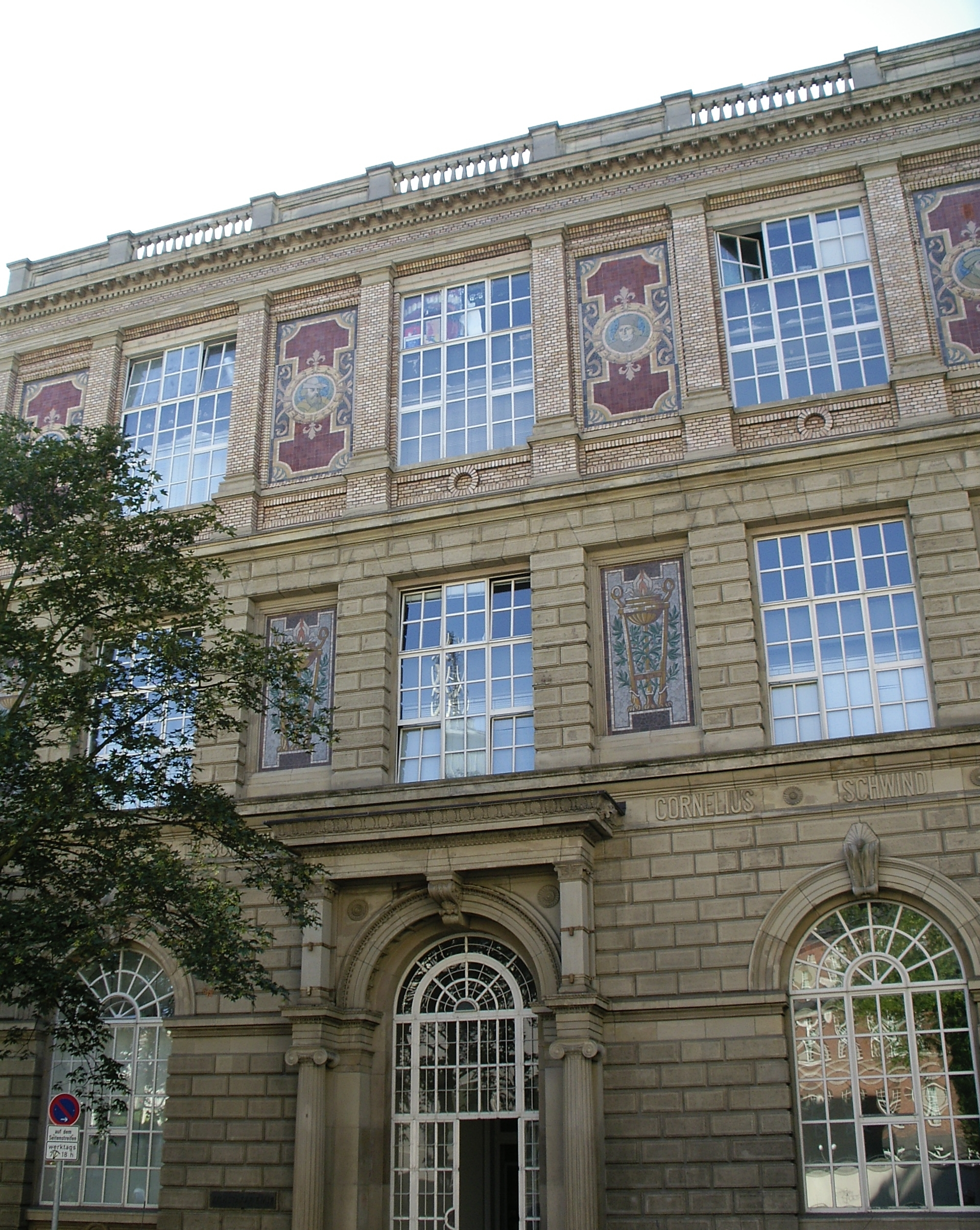
Haupteingang an der Ostseite der Akademie
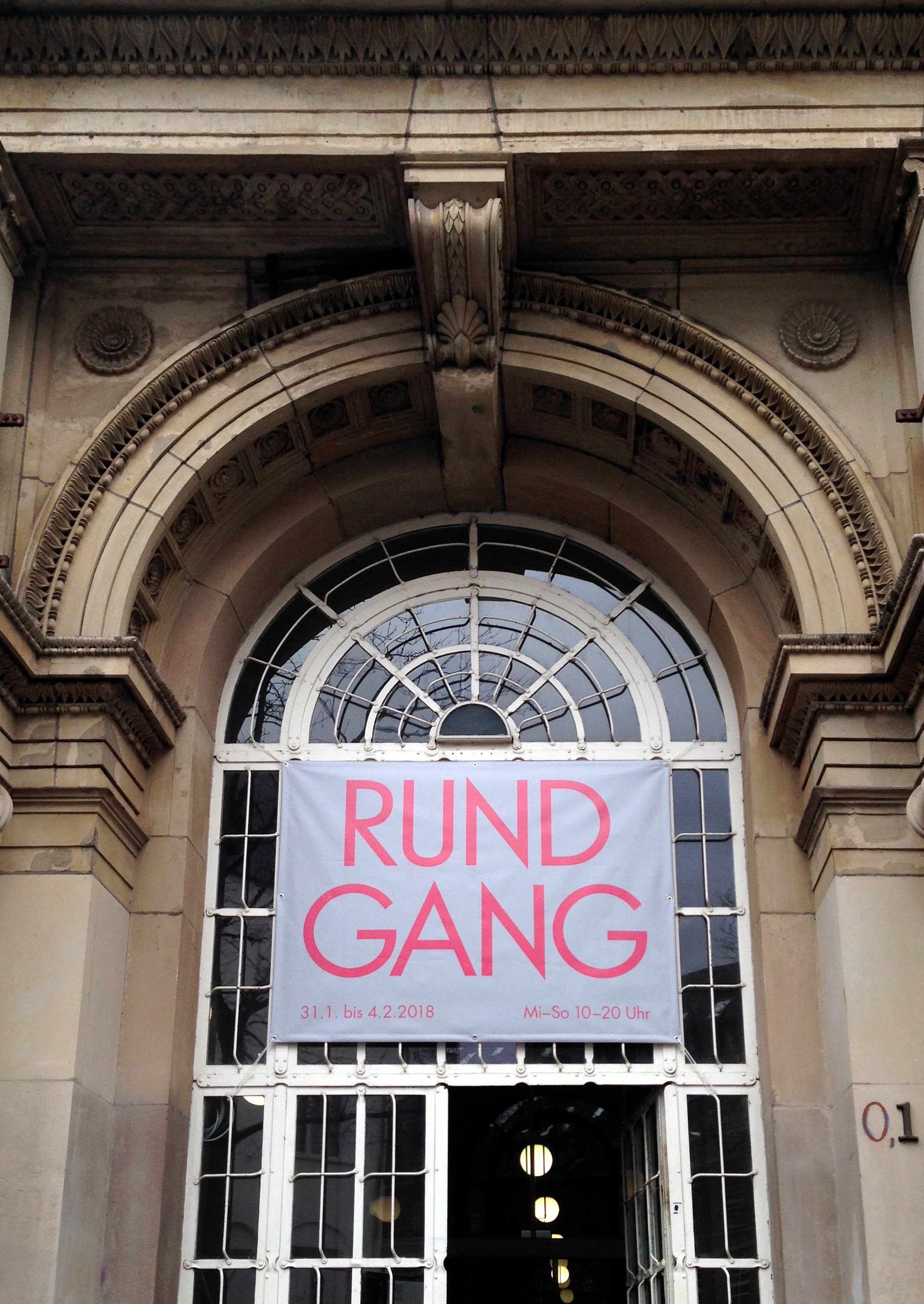
Rundgang 2018
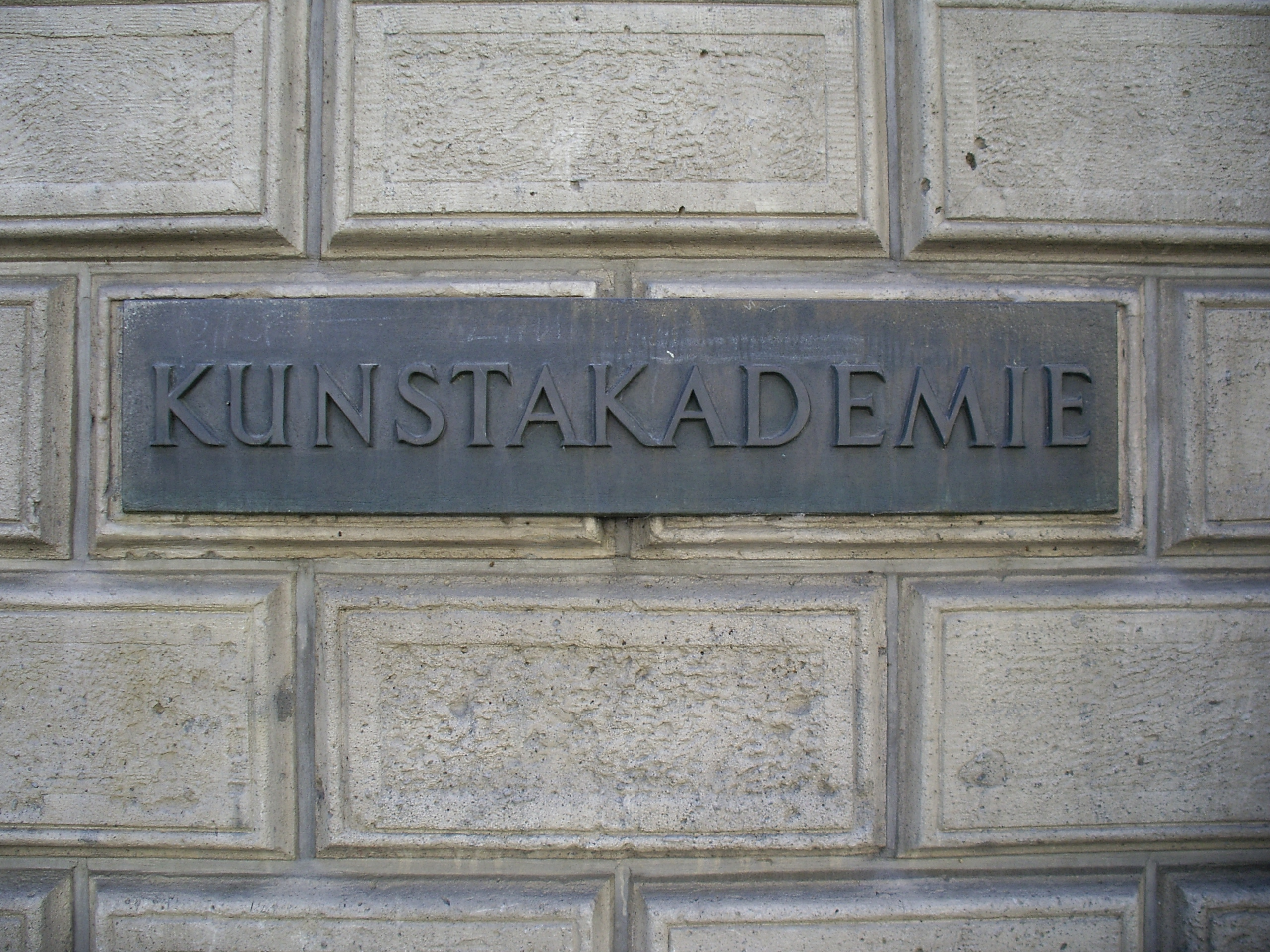
Tafel am Haupteingang
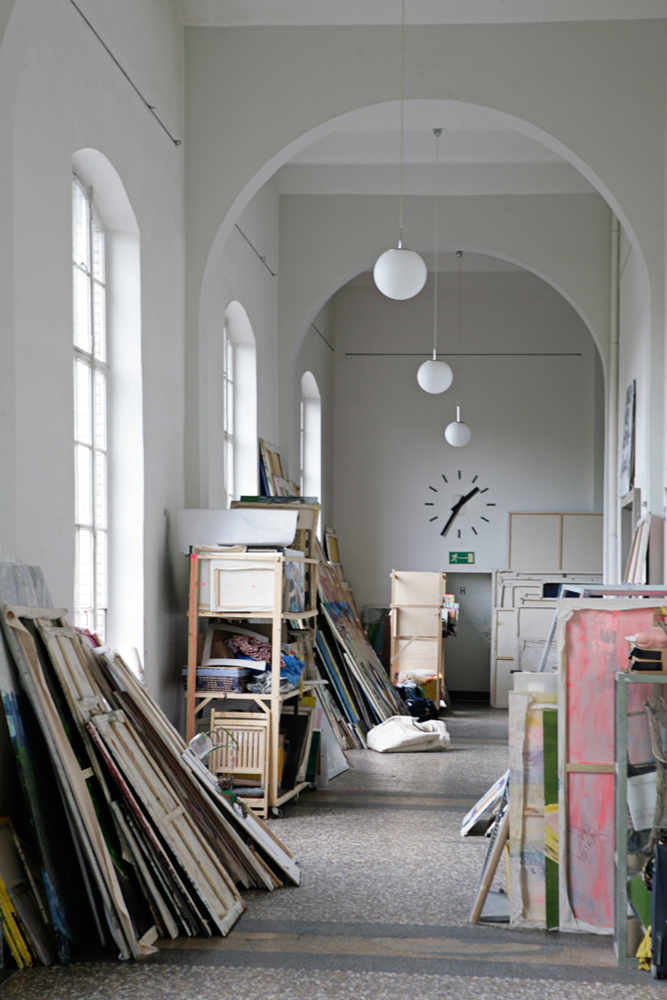
Flur, 2. Etage
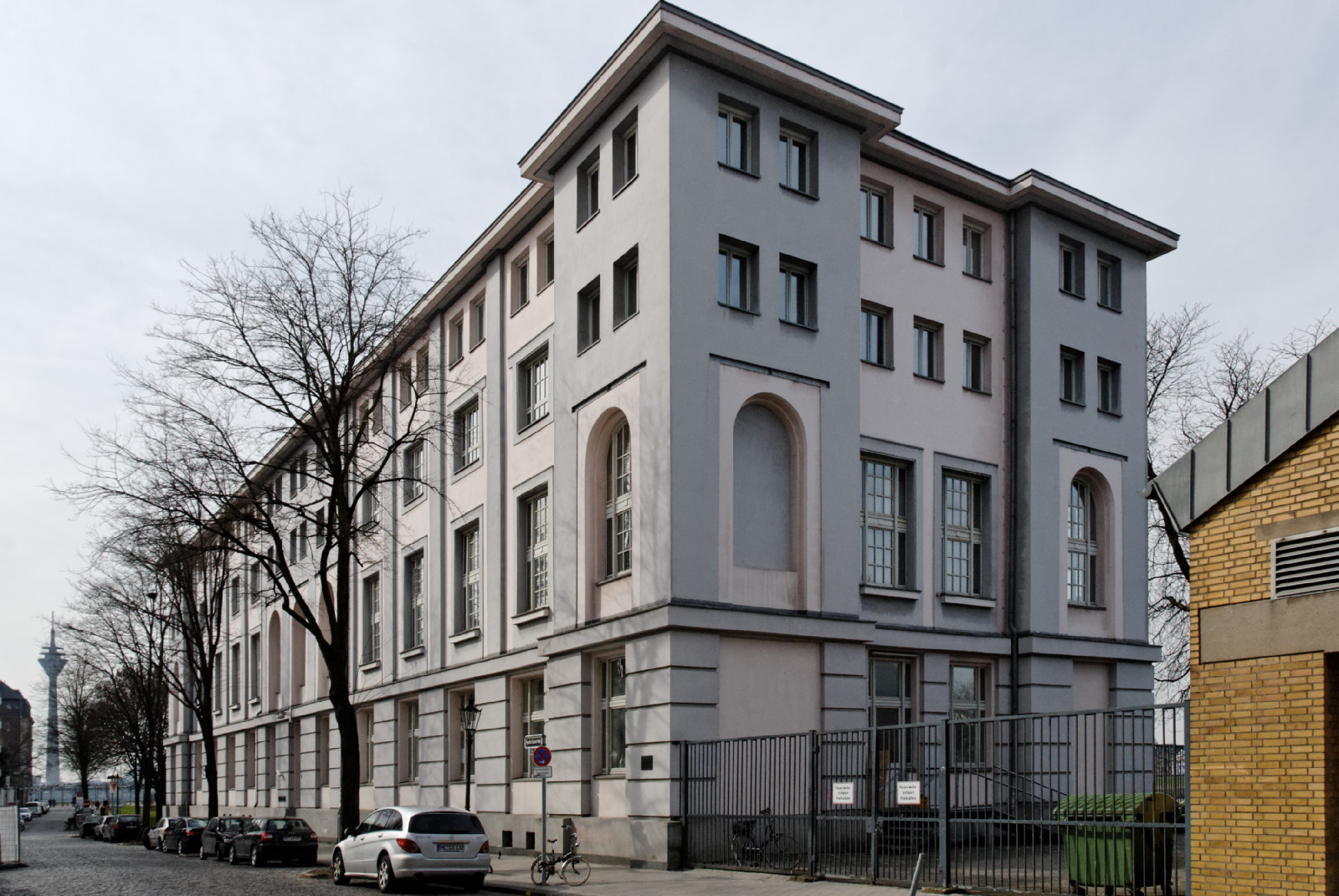
Haus Reuterkaserne 1 (Nebengebäude der Kunstakademie)
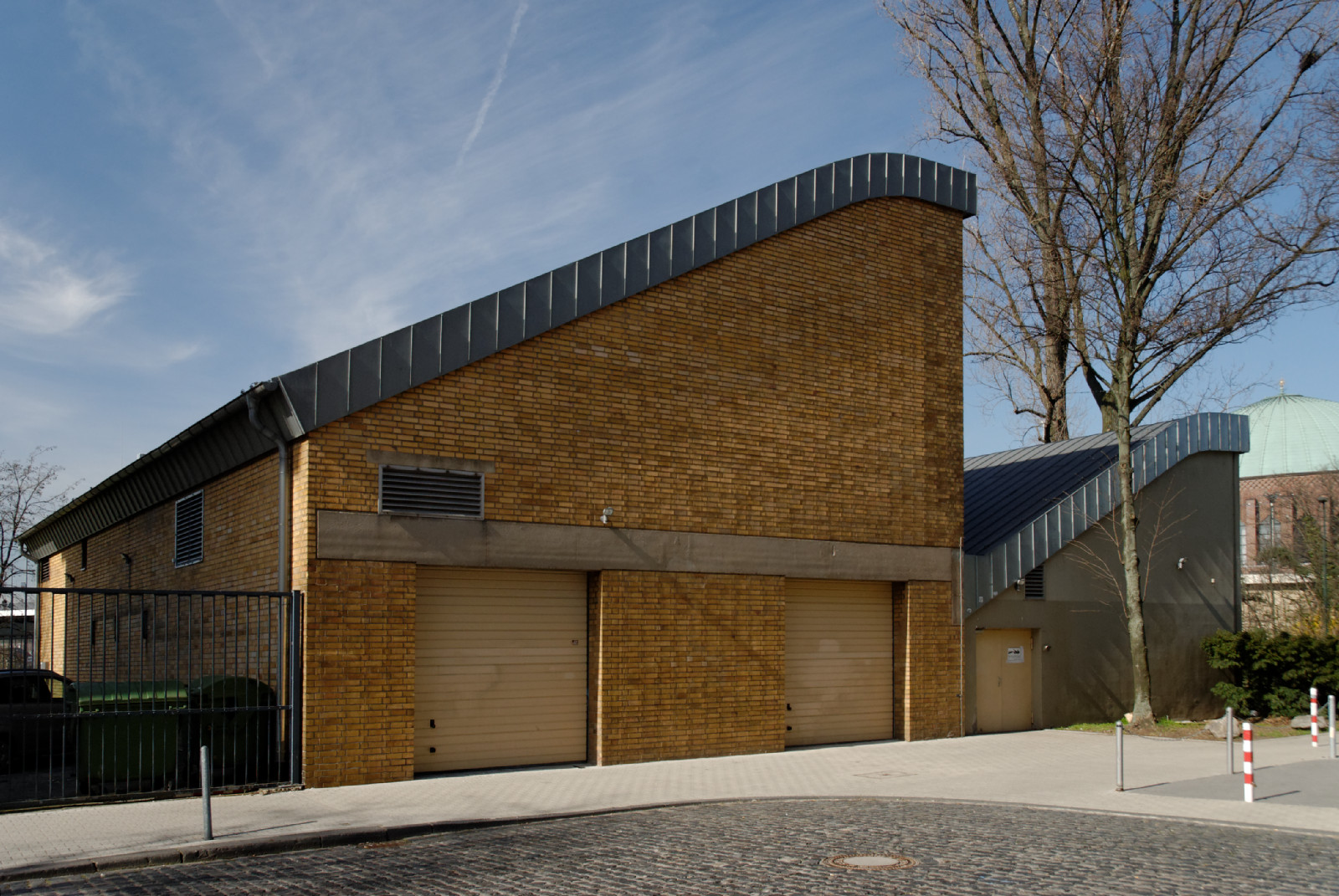
Ateliergebäude der Kunstakademie Düsseldorf

## Studienabschluss
Das Studium schließt mit dem Akademiebrief (Diplom) oder dem Staatsexamen ab. Beiden Abschlüssen steht die Verleihung eines Meisterschülertitels durch den jeweiligen Professor offen.
In den kunstbezogenen Wissenschaften besteht darüber hinaus die Möglichkeit einer ordentlichen Promotion.

## Fachbereiche
Das Studienangebot gliedert sich in die Fachbereiche Kunst und Kunstbezogene Wissenschaften, die sich wiederum folgendermaßen untergliedern:
- Kunst
  - Baukunst (Architektur)
  - Bildhauerei
  - Bühnenbild
  - Entwurf, Typographie und Buchkunst
  - Film und Video
  - Freie Kunst
  - Integration Bildende Kunst und Architektur
  - Malerei
  - Malerei und Graphik
  - Orientierungsbereich
  - Photographie
- Kunstbezogene Wissenschaften
  - Kunstgeschichte
  - Philosophie
  - Pädagogik
  - Didaktik der Bildenden Künste
  - Soziologie
  - Poetik und künstlerische Ästhetik
  - Kunst und Öffentlichkeit
  - Architekturtheorie und -geschichte

## Werkstätten
In der Akademie existieren professionelle Werkstätten. Die Einrichtungen werden von künstlerisch wie handwerklich ausgebildeten Dozenten oder Lehrbeauftragten (Lehrkraft für besondere Aufgaben in der künstlerisch-technischen Einrichtung) geleitet.
- Druck und Grafik: Lehrauftrag für Lithografie Felix Bauer, Künstlerische Leiter: seit 2010 Markus Lörwald (* 1968), seit 2012 Richard Helbin (* 1980), Sarah Wiesmann (* 1978)
- Fotografie
- Gipsbildnerei: Leitung seit 2003 Bildhauer, Maler und Grafiker Bernhard Kucken (* 1960)
- Holzbearbeitung/Holzbildnerei: Leitung seit 1989 Holzbildhauer Gerhard Moritzen (* 1958) und seit 1996 Bildhauer Berthold Langnickel (* 1963)
- Modellieren/Keramik: Claudia Schmacke (* 1963)
- Kunststoff: Leitung seit 1989 Bildhauer Andreas Bee (* 1959) und seit 1994 Bildhauer Lothar Krüll (* 1959)
- Maltechnik: Leitung seit 1997 Kirsten Lampert (* 1959)
- Metallbildnerei: Leitung seit 2009 Bildhauer Axel Kreiser (* 1962) und seit 2014 Bildhauer und Zeichner Herbert Willems (* 1966)
- Steinbildhauerei: seit 1999 Bildhauer Gunnar Krabbe
- Video und Computer: Videokünstler Matthias Neuenhofer (* 1965)
- Zeichnen: Leitung seit 1999 Arnim Tölke (* 1963)

## Direktoren und Rektoren
Durch das Kunsthochschulgesetz Nordrhein-Westfalen vom 20. Oktober 1987 (Gesetz über die Kunsthochschulen im Lande Nordrhein-Westfalen) wurden der Aufbau und die Organisation der Kunsthochschulen in Nordrhein-Westfalen neu geordnet. Dabei wurde auch die Amtsbezeichnung des Leiters der Hochschule von Direktor in Rektor geändert. Leiter der Hochschule waren:
- 1773–1789: Lambert Krahe
- 1789–1806: Johann Peter von Langer
- 1819–1825: Peter von Cornelius
- 1825–1826: Karl Josef Ignatz Mosler (interimistischer Leiter der Akademie)
- 1826–1859: Wilhelm von Schadow
- 1859–1867: Eduard Julius Friedrich Bendemann
- 1867–1870: Hermann Altgelt, Vorsitz des Direktoriums
- 1868–1895: Hermann Wislicenus mit Unterbrechungen
- bis 1880: neben Wislicenus mehrköpfiges Direktorium: Ernst Deger, Ernst Giese, Wilhelm Lotz
- 1880: Ablösung Hermann Wislicenus als Direktor; alternierendes Direktorium: Hugo Crola, Karl Woermann und Johann Peter Theodor Janssen
- 1883–1893: Karl Müller
- 1894: Wiedereinführung des Ein-Mann-Direktorats
- 1895–1908: Johann Peter Theodor Janssen
- 1908–1924: Friedrich Roeber
- 1924–1933: Walter Kaesbach
- 1933 (März–September) Julius Paul Junghanns (kommissarischer Leiter der Akademie)
- 1933–1937: Peter Grund
- 1937–1945: Emil Fahrenkamp (1937–1938 kommissarisch)
- 1945–1946: Ewald Mataré
- 1946–1949: Werner Heuser
- 1949–1954: Heinrich Kamps
- 1954–1956: Jakob Heinrich Schmidt (interimistisch)
- 1956–1965: Hans Schwippert
- 1965–1972: Eduard Trier
- 1972–1981: Norbert Kricke
- 1981–1988: Irmin Kamp
- 1988–2009: Markus Lüpertz
- 2009–2013: Tony Cragg
- 2013–2017: Rita McBride[43]
- 2017–2022: Karl-Heinz Petzinka
- 2022–2023: Johannes Myssok (kommissarisch)
- April 2023: Donatella Fioretti

## Bekannte Professoren und Studenten
A
- Tomma Abts, seit 2010 Professorin für Malerei
- Andreas Achenbach, 1827–1834 Student
- Hans Achenbach, 1909–1912 Student
- Oswald Achenbach, 1835–1841 Student; 1863–1872 Professor
- Anna Adam, 1983–1990 Studentin
- Sonja Alhäuser, 1989–1994 Studentin
- Ernst Althoff, 1963–1993 Professor für Architektur
- Markus Ambach, 1987–1991 Student
- Ernst Anders, 1861–1868 Student
- Sandro Antal, 1974–1981 Student, 1981–1985 Lehrbeauftragter für Metallbildhauerei
- Karl Christian Andreae, 1839–1844 Student
- Peter Angermann, 1968–1973 Student
- Siegfried Anzinger, seit 1997 Professor für Malerei und Grafik
- Ed Atkins, seit 2024 in Vertretung für Professor John Morgan für Entwurf, Typografie, Buchkunst
- Ernst Aufseeser, 1914–1933 Professor für Grafik

B
- Hans Bachmann, Student ab 1870
- Monika Baer, Studentin
- Hermann Bahner, Student
- Rudolf Christian Baisch, ab 1937 Student
- Joachim Bandau, 1957–1960, Student
- Maximiliane Baumgartner, seit 2023, Professorin für Malerei
- Bernd Becher, 1959–1961 Student, 1976–1996 Professor für Fotografie
- Hilla Becher, gebürtig Wobeser, 1958–1961 Studentin
- Franz-Bernd Becker, 1974-1981 Student, Meisterschüler von Rissa
- Fritz Becker, 1919–1947 Professor für Architektur
- Raffael Becker, 1940–1941 Student
- Curt Beckmann, Student
- Andreas Bee, 1980–1988 Studium Münster und Düsseldorf, ab 1985 Meisterschüler, seit 1989 Leiter Kunststoffwerkstatt
- Peter Behrens, 1889–1892 Student
- Eduard Julius Friedrich Bendemann, 1828–1830 Student, 1859–1867 Direktor
- Laurenz Berges, 1992–1997 Student
- Michael Bette, 1964–1969 Student, Meisterschüler von Gerhard Hoehme
- Antoine Beuger, seit 1996 Lehrbeauftragter für Philosophie
- Joseph Beuys, 1946–1953 Student, 1961–1972 Professor
- Clemens Bewer, Student, ab 1847 Lehrkraft, ab 1869 Professor
- Adolf Bierbrauer, 1974–1975 Student
- Heinrich Franz Carl Billotte, Student
- Paul Bindel, 1930–1962 Professor (kriegsbedingte Unterbrechung)
- Wolfgang Binding, 1959–1963 Student, Meisterschüler von Székessy
- George Caleb Bingham, 1856–1859 Student
- Anna und Bernhard Blume, Studenten
- Michael Bielický, 1984–1990 Student, Meisterschüler von Nam June Paik
- Gregor von Bochmann, Student
- Arnold Böcklin, 1845–1847 Student
- Armin Boehm, 1999–2001, Meisterschüler bei Jörg Immendorff
- Eugen Bracht, 1861–1864 Student von Hans Fredrik Gude
- Herbert Brandl, seit 2004 Professor für Malerei
- Reinhold Braun, Student 1982–1988, 2007–2011 Dozent für Malerei
- Arno Breker, 1920–1924 Student
- Lars Breuer, 1996–2001 Student
- Thomas Brinkmann, Student
- Gottfried Brockmann, 1926–1931 Student, Meisterschüler von Campendonk
- Will Brüll, 1945–1950 Student
- Franz Brulliot, vor 1805 Student
- Joseph Brulliot, bis 1805 Professor
- Peter Brüning, 1969–1970 Professor
- Benjamin Buchloh, Professor
- Christoph Büchel, 1992–1997 Student
- Peter Bücken, Student
- Maria Buras, 1980–1985 Professor
- Daniel Buren, Professor für Bildhauerei
- Clemens Buscher, 1883–1902 Lehrer und Professor
- Michael Buthe, 1983–1994 Professor

C
- Heinrich Campendonk, 1926–1933 Professor für Glasmalerei, Wandmalerei, Mosaik und Gobelinweberei
- Wilhelm Camphausen, 1834–1850 Student und Meisterschüler von F. W. v. Schadow, seit 1859 Professor
- Nina Canell, seit 2024 Professorin für Bildhauerei
- August Cappelen, 1845–1846 bzw. 1849–1850 Student von Johann Wilhelm Schirmer
- Theo Champion, 1906–1907 Student bei Eduard von Gebhardt, 1947–1952 Professor
- Ludwig Chateau (1906–1975), Student bei Professoren Netzer und Zschokke
- August Adolf Chauvin, 1831–1841 mit Unterbrechungen Student bei F. W. v. Schadow
- Abraham David Christian, 1976–1978 Lehrbeauftragter
- Max Clarenbach, 1894–1901 Student, 1917–1945 Professor
- Louisa Clement, 2010-2015 Studentin und Meisterschülerin von Andreas Gursky
- Otto Coester, 1935 Student, 1938–1967 Professor für freie Grafik
- Tony Cragg, 1979–1988 Lehrauftrag, 1988–2013 Professor für Bildhauerei, 2009-2013 Rektor
- Alice Creischer, Studentin
- Siegfried Cremer, 1977–1994 Professor für Maltechnik
- Hugo Crola, ab 1862 Student, 1877–1898 Professor
- Rolf Crummenauer, 1952–1967 Lehrbeauftragter, 1967–1990 Professor
- Walter Cüppers, 1948–1952 Student
- Keren Cytter, 2014–2015 Professorin für Freie Kunst

D
- Björn Dahlem, 1994–2000 Student
- Walter Dahn, Student
- Friedrich August de Leuw, 1838–1843 Student
- Richard Deacon, seit 2009 Professor für Bildhauerei
- Ernst Deger, ab 1829 Student bei Wilhelm von Schadow, 1834–1835 Meisterklasse, ab 1861 Professor für religiöse Historienmalerei
- Thomas Demand, Student
- Stefan Demary, 1978–1985 Student
- Timo Dentler, 1990–1999 Student
- Eugen Denzel, Student
- August Deusser, 1890–1897 Student, Meisterschüler von Peter Janssen d. Ä., ab 1917 Professor
- Nathalie de Vries, Professorin
- Jan Dibbets, 1984–2004 Professor
- Willi Dirx, 1937–1939 Student
- Stephan Dillemuth, Student
- Otto Dix, 1922–1925 Student
- Oveis Saheb Djawaher, 1979–1983 Student, Meisterschüler von Rolf Jörres
- Thea Djordjadze, 1994–2001 Studentin
- Peter Doig, seit 2005 Professor für Malerei
- Felix Droese, 1970–1976 Student bei Peter Brüning und Joseph Beuys
- Irmel Droese, 1969–1974 Studentin bei Joseph Beuys und Erwin Heerich, Meisterschülerin bei Joseph Beuys
- Max Dudler, seit 2004 Professor für Baukunst und Prodekan
- Eugen Dücker, 1872–1916 Professor
- Udo Dziersk, seit 2002 Professor

E
- Adam Eberle, 1819–1825 Student von Peter von Cornelius
- Herbert Ebersbach, 1920er Jahre, Student
- Heinz Edelmann, 1960er Jahre, Student von Otto Coester
- Franz Eggenschwiler, 1981–1995 Professor
- Hellmuth Eichner, 1972–1976 Student, Meisterschüler von Rolf Sackenheim
- Rainer Eisch, 1992–1999 Student
- Anton Eitel, 1857–1871 Student
- Joseph Enseling, 1938–1952 Professor
- Rudolf Epp, 1834–1910 Student
- Elger Esser, 1991–1997 Student, Meisterschüler von Bernd Becher
- Hannes Esser, 1946–1952 Student, Schüler von Werner Heuser und Otto Pankok
- Alexander Esters, 2002–2004 Student, Meisterschüler von Albert Oehlen
- Wilfried Eßer, 1968–1974 Student
- Stefan Ettlinger, 1980–1988 Student

F
- Irina und Marina Fabrizius, 2006–2014 Studentinnen
- Helmut Federle, 1999–2007 Professor
- Manfred Feith-Umbehr, 1972–1974 Student; Abt. Münster bei Norbert Tadeusz und Timm Ulrichs
- Anselm Feuerbach, 1845–1848 Student von Karl Ferdinand Sohn, Johann Wilhelm Schirmer, Friedrich Wilhelm von Schadow
- Astrid Karuna Feuser (* 1951), 1970–1977, Studentin, Meisterschülerin von Rissa
- Donatella Fioretti seit 2017 Professorin für Baukunst; seit April 2023 Rektorin der Akademie
- Maria Fisahn, Studentin, 1968–1972 bei Joseph Beuys, 1972–1974, Meisterschülerin von Gerhard Richter
- Carl Ernst Forberg, 1879–1911 Professor für Kupferstichkunst
- Detlev Foth, 1979–1985 Student, Meisterschüler von Rissa
- Paul von Franken, 1841–1842 Student
- Günter Frecksmeier, 1983–1986 Student, Schüler von K. O. Götz
- Eduard Frederich, 1836–1843 Student
- Arnold Frische, 1890–1896 Student
- Emil Frische, Meisterschüler von Claus Meyer
- Heinrich Ludwig Frische, 1858–1862 Student, Schüler von Hans Gude
- Katharina Fritsch, 1977–1984 Studentin, seit 2010 Professorin für Bildhauerei
- Sabrina Fritsch, 2005–2008 Studentin, seit 2021 Professorin für Malerei
- Gisela Rietta Fritschi, 1967–1972 Studentin/Meisterschülerin von K. O. Götz
- Niklaus Fritschi, 1969–1975 Student
- Christian Frosch, Student
- Albert Fürst, 1939–40/1946–1949 Student, 1956–1957 Vorsitzender Gruppe 53

G
- Eduard Gebhardt, ab 1874 Professor
- Carl Gehrts, (Zeit?) Professor
- Rupprecht Geiger, 1965–1976 Professor
- Isa Genzken, Studentin
- Jårg Geismar, 1980–1986 Student
- Paul Gerhardt, 1934–1939 Student, Meisterschüler von Martin Paatz
- Bert Gerresheim, 1956–1960 Student
- Ernst Giese, 1866–1872 Professor für Baukunst
- Imi Giese, 1965–1972 Student bei Joseph Beuys
- Tita Giese, Studentin
- Vadim Glowna, ab 2000 Professor für Filmregie
- Bernhard Gobiet, 1911–1914 Student
- Johann Peter Götting, Student bei F. W. v. Schadow
- Gottfried Götting, Student und Bildhauer
- Karl Otto Götz, 1959–1979 Professor
- Siegfried Gohr, 2006–2014 Professor für Kunstgeschichte
- Bruno Goller, 1949–1964 Professor
- Eugen Gomringer, 1977–1990 Professor
- Kuno Gonschior, 1957–1961 Student
- Dominique Gonzalez-Foerster, Ende der 1980er Jahre Studentin bei Fritz Schwegler, später Professorin bis 2024
- Paul Good, 1983–2008 Professor für Philosophie
- Martin Gostner, seit 2004 Professor für Bildhauerei
- Dirk Gottfriedt, 1967–1969 Student bei Norbert Kricke, von 1984 bis 2008 Leiter Werkstatt für Metallbildhauerei
- Günter Grass, 1948–1952 Student
- Gotthard Graubner, 1954–1959 Student, 1976–1998 Professor
- Barbara Greul Aschanta, 1969–1976 Studentin, Meisterschülerin bei K. O. Götz
- Paul Grimm, Schüler bei Bruno Goller
- Katharina Grosse, Studentin, seit 2010 Professorin für Malerei
- Michael Growe, 1983–1989 Student, Meisterschüler von Gotthard Graubner[44]
- Durs Grünbein, seit 2005 Professor für Poetik
- Thomas Grünfeld, seit 2004 Professor für Bildhauerei
- Hans Fredrik Gude, 1842–1844 Student von Johann Wilhelm Schirmer, 1854–1861 Professor für Landschaftsmalerei
- Ingo Günther, 1978–1983 Student, erster Meisterschüler von Nam June Paik
- Jean-François Guiton, 1980–1985 Student, Meisterschüler von Fritz Schwegler
- Andreas Gursky, 1981–1987 Student, Meisterschüler von Bernd Becher, 2010–2018 Professor für freie Kunst

H
- Gretel Haas-Gerber (1903–1998), ab 1967 Studentin und Meisterschülerin von Karl Otto Götz
- Georg Hacker ab 1919 Professor für Bühnenbild
- Robert Hartmann, 1969–1974 Student
- Emil Bert Hartwig, 1931–1933 Meisterschüler von Paul Klee
- Ada Haseloff-Preyer, Studentin von Willy Spatz in der Damen-Malschule
- Johann Peter Hasenclever, 1827–1829 Student
- Heinz Hausmann, 1980–1988 Student
- Eberhard Havekost, seit 2010 Professor für Malerei
- Erwin Heerich, 1945–1954 Student, 1969–1988 Professor
- Kati Heck, seit 2024 Professorin für Malerei
- Otto Heichert, ab 1882 Student von Hugo Crola, Eduard von Gebhardt, Peter Janssen, Meisterschüler von Wilhelm Sohn
- Heinz Heinrichs, Student
- Roland Hettner, 1929–1931 Student von Heinrich Campendonk und Werner Heuser
- Wilhelm Herberholz, Student, Professor bis 1938, ab 1946
- Georg Herold, Professor für Bildhauerei
- Ralph Herrmann, 1970–1974 Student
- Anatol Herzfeld, 1964–1972 Student, 1979–1981 Lehrauftrag
- Lewis Edward Herzog, bis 1892 Student von Adolf Schill
- Friedrich Wolfram Heubach, 1992–2008 Professor
- Ursula Heuser, 1931–1935 Studentin
- Werner Heuser, 1926–1938 Professor, 1946–1949 Rektor
- Elmar Hillebrand, Student
- Candida Höfer, 1973–1982 Studentin
- Gerhard Hoehme, 1960–1984 Professor
- Ottmar Hörl, 1979–1981 Student, seit 2005 Präsident Akademie Nürnberg
- Franka Hörnschemeyer, seit 2015 Professorin für Bildhauerei
- Bernhard Hoetger, 1874–1949 Student
- August Hoff, 1929–1932 Dozent
- Oskar Hoffmann, Student
- Hans Hollein, 1967–1976 Professor
- Hans-Jörg Holubitschka, 1980–1988 Meisterschüler von Gerhard Richter
- Ludwig Holthausen, ab 1871 Lehrer und ab 1868 bis 1880 Inspektor
- Clemens Holzmeister, 1928–1933 Professor, Architekt der Regierungsbauten in Ankara
- Martin Honert, 1981–1988 Student
- Nan Hoover, 1987–1996 Professorin für Videokunst
- Josef Huber, 1909–1923 Professor für kirchliche Monumentalkunst
- Thomas Huber, 1980–1983 Student bei Fritz Schwegler
- Julius Hübner, 1826–1828 Student
- Alfonso Hüppi, 1974–1999 Professor für Malerei
- Johannes Hüppi, 1984–1990 Meisterschüler von Dieter Krieg
- Axel Hütte, 1973–1981 Student

I
- Jörg Immendorff, 1963–1968 Student, 1996–2007 Professor
- Christoph Ingenhoven, 1980–1981 Student
- Eduard Johann Nikolaus Istas, 1828–1831 Student
- Meinrad Iten, 1885–1893 Student

J
- Georg Jabin, 1850–1855 Student bei Johann Wilhelm Schirmer
- Ewa Jaczynska, 2002-2005 Studentin bei A.R.Penck, 2005-2009 bei Herbert Brandl
- Patrick Jambon, 1988–1993 Student bei Nam June Paik
- Johann Peter Theodor Janssen 1858–1864 Student, ab 1877 Professor
- Karl Janssen, 1872–1880 Student bei August Wittig, ab 1893 Professor für Bildhauerei
- Peter Tamme Weyert Janssen, 1923–1925 Student
- Oda Jaune,  1998–2003 Studentin,  Meisterschülerin von Jörg Immendorff
- Renata Jaworska, 2000–2006 Studentin, Meisterschülerin von Jörg Immendorff
- Halina Jaworski, 1974–1980 Meisterschülerin von Günther Uecker
- Birgit Jensen, 1994–1996 Mitarbeiterin von Prof. Christian Megert
- Bertram Jesdinsky, 1982–1989 Student in der Klasse von Alfonso Hüppi, 1988 Meisterschüler
- Joanna Jesse, 2009–2015 Studentin und Meisterschülerin von Herbert Brandl
- Magdalena Jetelová, Professorin
- Rolf Jörres, seit 1977 Dozent für Bildhauerei
- Rudolf Jordan, 1833–1840 Meisterklasse
- Andreas Junge, Student
- Julius Paul Junghanns, 1904–1945 Professor für Malerei
- Carl Jungheim, 1847–1853 Student bei Karl Ferdinand Sohn, Johann Wilhelm Schirmer, Friedrich Wilhelm von Schadow
- Julius Jungheim, bis 1904 Student bei Julius Bergmann
- Tina Juretzek, 1971–1978 Studentin

K
- Theresa Kallrath, 2010–2017 Studentin
- Eduard Kaempffer, 1875–1880 Student
- Stanislaus von Kalckreuth, 1846–1849 Student
- Arthur Kampf, 1879–1891 Student und Professor
- Ernst Kasper, Architekt, 1971–2000 Professor für Baukunst
- Benjamin Katz, 2006–2008 Professor für Fotografie
- Joseph von Keller, 1839–1873 Professor für Kupferstichkunst
- Ludwig Keller, 1884–1895 Student, 1902–1925 Professor
- Walter Maria Kersting, 1933–1942 Professor für Grafik
- Hubert Kiecol, seit 1993 Professor für Integration Bildende Kunst und Architektur
- Anselm Kiefer, Student
- Thomas Kilpper, Student
- Luise Kimme, 1976–2002 Professorin
- Hans Kindermann, 1933–1938, Meisterschüler bei Alexander Zschokke
- Anna Klapheck, 1952–1962 Dozentin, 1962–1966 Professorin für Kunstgeschichte
- Konrad Klapheck, 1954–1958 Student, 1979–2002 Professor
- Richard Klapheck, 1918–1934 Professor für Kunstgeschichte und Stellvertreter des Direktors
- Paul Klee, 1931–1933 Professor
- Heinrich „Heinz“ Klein-Arendt, 1947–1952 Student bei Josef Mages
- Georg Klusemann, 1942–1981 Student bei Teo Otto
- Ludwig Knaus, 1845–1852 Student
- Karin Kneffel, 1981–1987 Meisterschülerin von Gerhard Richter
- Karl Kneidl, 1974–2008 Professor für Bühnenbild
- Imi Knoebel, 1965–1971 Student bei Joseph Beuys
- Christian Köhler, ab 1827 Student, 1837 Meisterschüler, 1851–1860 Professor
- Paco Knöller, Schüler bei Joseph Beuys
- Johannes Knubel, ab 1920 Professor
- Heinrich Christoph Kolbe, um 1800 Student bei Johann Peter von Langer, ab 1822 Professor, 1832 von Friedrich Wilhelm von Schadow beurlaubt
- Louis Kolitz, 1864–1869 Student, 1879 Akademieprofessor Kassel
- Klaus Köhler-Achenbach, ab 1945 Professor
- Walter Köngeter, 1947–1967 Professor für Baukunst
- Erinna König, 1967 - 1976 Studentin
- Kasper König, 1985 Professor am Lehrstuhl Kunst und Öffentlichkeit
- Ralf König, 1981–1986 Student
- Gustav Adolf Koettgen, Student bei Peter von Cornelius
- Franz Kornemann, Student ca. 1926–1930, Meisterschüler von Heinrich Campendonk
- Jannis Kounellis, 1993–2001 Professor für Bildhauerei
- Gunnar Krabbe, 1990–1996 Student bei Franz Eggenschwiler, Christian Megert und Oswald Wiener, Meisterschüler von Christian Megert, seit 1999 Lehrkraft für Steinbildhauerei
- Peter Joseph Krahe, ab 1775 Student, 1780–1782 Professor für Baukunst
- Rüdiger Kramer, 1971–1978 Student
- Hendrik Krawen, 1982–1984 und 1985–1990 Student
- Gereon Krebber, seit 2012 Professor
- Wilhelm Kreis, 1920–1926 Professor für Baukunst
- Axel Kreiser, 1987–1992 Student, 1992 Meisterschüler von Tony Cragg, seit 2009 Leiter der Metallbildnerei
- Norbert Kricke, Professor, Direktor
- Dieter Krieg, 1978–2002 Professor für Malerei
- Fritz Kronenberg, zirka 1920–1923, Student
- Kirsten Krüger, 1990–1997 Studentin in der Klasse von Klaus Rinke, 1996 Meisterschülerin
- Lothar Krüll, 1980–1990, 1990 Meisterschüler von Tony Cragg, seit 1994 Lehrauftrag für besondere Aufgaben und Leiter der Kunststoffwerkstatt
- Michael Küppers-Adebisi, 1993–1996 Student
- Walter Julius Küpper, um 1930 Student
- Franz Küsters, ab 1964 Student bei Joseph Beuys, 1967–1969 bei Klaus Köhler-Achenbach und Erwin Heerich, Meisterschüler, 1976–2003 Leiter der Gipsbildnerei
- Bernhard Kucken, seit 2003 Dozent und Leiter der Gipsbildnerei
- Manfred Kuttner, Student

L
- Carl Lambertz, 1936–1941 Student
- Kirsten Lampert, 1986–1990 Studentin und Meisterschülerin von Markus Lüpertz, seit 1990 Dozentin, 1996–1999 Lehrauftrag für Aktzeichnen, seit 1997 Leitung der Werkstatt Maltechnik
- Johann Peter von Langer, Student unter Krahne, 1784 Professor, 1789–1806 Direktor
- Richard Langer, 1919–1932 Professor für Bau- und dekorative Bildhauerei
- Berthold Langnickel, 1982–1988 Student, 1987 Meisterschüler von Alfonso Hüppi, seit 1996 Leiter der Holzbildnerei
- Heinrich Lauenstein, ab 1859 Student, ab 1864 Hilfslehrer, ab 1881 Leiter Elementarklasse, 1897–1910 Professor für religiöse Historienmalerei
- Adolphe Lechtenberg, 1973–1982 Student bei Fritz Schwegler, Joseph Beuys, Erwin Heerich
- Wilhelm Lehmbruck, 1902–1906 Student
- Karl Leipold, 1880–1883 Student
- Carl Friedrich Lessing, 1826 Student
- Emanuel Leutze 1840–1842 Student
- Friedrich August de Leuw, 1838–1843 Student
- Julo Levin, Student
- Margarethe Liebau, Studentin ca. 1926-1930
- Sala Lieber, 2001–2006 Studentin und Meisterschülerin von Herbert Brandl
- Franz Linden, 1904–1910 Student
- Robert Lindneux, 1888–1890 Student
- Mónica Lista, 1971–1976 Student und ab 1980 Lehrbeauftragte im Orientierungsbereich
- Julia Lohmann, 1971–1978 Studentin bei Joseph Beuys und Erwin Heerich
- Anke Lohrer 1995–2001 Studentin bei Jannis Kounellis und Meisterschülerin von Fritz Schwegler
- Hubert Löneke, Student der Bildhauer-Meisterklassen von Zoltan Székessy und Ewald Mataré
- Bernard Lokai, 1982–1987 Meisterschüler von Gerhard Richter
- Wilhelm Lotz 1872–1879 Professor für Architektur
- Friedrich Ludy 1839–1852 Student, Meisterschüler von Joseph von Keller
- Konrad Lueg, 1958–1962 Student

M
- August Macke, 1904–1909 Student
- Josef Mages, 1938–1961 Professor für Bildhauerei
- Inge Mahn, Studentin, Meisterschülerin von Joseph Beuys
- Wilhelm Martini, 1880–1965, Student für Bildhauerei bei Karl Janssen
- Ewald Mataré, 1932–1933 Professor für Bildhauerei
- Heinz May, 1901–1909 Student bei Willy Spatz, Meisterschüler von Claus Meyer
- Rita McBride, seit 2003 Professorin für Bildhauerei, 2013–2017 Rektorin
- Lucy McKenzie, Professorin für Malerei
- Christian Megert, Professor für Integration Bildender Kunst und Architektur (1976–2002)
- Georg Meistermann, 1928–1933 Student
- Hans-Wolfgang Menges, Student bei Joseph Beuys
- Carlo Mense, 1906–1908 Student bei Peter Janssen
- Gerhard Merz, 1991–2004 Professor
- Claus Meyer, ab 1895 Professor
- Edgar Meyer 1874–1878 Student bei Eugen Dücker
- Ari Benjamin Meyers seit 2024 Vertretungsprofessur für Dominique Gonzalez-Foerster
- Hermann Josef Mispelbaum, 1971–1976 Student bei und Meisterschüler von Rupprecht Geiger
- Hjalmar Munsterhjelm 1860–1865 Student
- Orlando Mohorović, 1970–1974 Meisterschüler von Joseph Beuys
- Oskar Moll, 1932–1933 Professor
- John Morgan, 2016–2024 Professur für Entwurf, Typografie, Buchkunst
- Dominik Mosler, 1838–1843 Student
- Heinrich Mosler, 1857 Student
- Karl Josef Ignatz Mosler, ab 1804 Student, 1821–1855 Lehrer für Kunstgeschichte, ab 1822 Professor, um 1825 interimistisch Direktor
- Reinhard Mucha, 1974–1981 Student bei Klaus Rinke
- Heinrich Mücke, 1844–1848 Lehrauftrag, 1848–1867 Professor für Malerei
- Andreas Müller, ab 1856 Professor, Zeichenlehrer der Elementarklasse, Professor für Kunstgeschichte, Konservator der Kunstsammlungen
- Christian Philipp Müller, 1984–1988 Student
- Heinz Müller, ab 1895 Meisterschüler von Karl Janssen
- Karl Müller, ab 1857 Professor, von 1883 bis 1893 Direktor (stellvertretend für Hermann Wislicenus)
- Norbert Müller-Everling, 1973–1979 Student bei Erwin Heerich
- Marguerite Müller-Yao, 1966–1974 Studentin bei Joseph Faßbender und Gert Weber

N
- Yoshitomo Nara, 1988–1993 Student
- Heinrich Nauen, 1898 Student, 1921–1937 Professor
- Paul Neuenborn, 1884–1889 Student
- Matthias Neuenhofer, Student und Meisterschüler von Nam June Paik, Leiter der Medienwerkstatt Video und Computer
- Thomas Neumann, 1997–2004 Student
- Max Nonnenbruch, 1875–1876 Student

O
- Marcel Odenbach, seit 2010 Professor für Film und Video
- Albert Oehlen, seit 2000 Professor
- Markus Oehlen, 1976–1982 Student
- Carl Oesterley junior, seit 1857 Student
- Igor Oleinikov, 1999–2003, Student bei Jörg Immendorff, Meisterschüler von Markus Lüpertz
- Laurids Ortner, 1987–2009 Professor für Baukunst
- Teo Otto, 1959–1968 Professor für Bühnenbild

P
- Nam June Paik, 1979–1996 Professor für Videokunst
- Blinky Palermo, 1962–1967 Meisterschüler von Joseph Beuys
- Otto Pankok, 1947–1958 Professor
- Jürgen Partenheimer, 1985 Gastprofessor
- A. R. Penck, 1988–2003 Professor
- Elisabeth Peyton, seit 2015 Professorin für Malerei
- Karl-Heinz Petzinka, seit 2002 Professor für Baukunst
- Verena Pfisterer, 1963–1967 Studentin von Joseph Beuys und Gerhard Hoehme
- Heinrich Ludwig Philippi, 1857–1860 Student
- Carl Plückebaum, 1901–1906 Student
- Sigmar Polke, 1961–1967 Student
- Wilfrid Polke, 1954–1959 Student
- Bettina Pousttchi, Studentin
- Johann Wilhelm Preyer, ab 1822 Student, Meisterschüler von F. W. v. Schadow, Professor für Stilllebenmalerei
- Robert Pudlich, 1925–1927 Student
- Gottfried Pulian, 1838–1842 Student

Q
- Marcus Quent, seit 2024 Juniorprofessor für Philosophie

R
- Tal R, Professor
- Jürgen Rahn, 1967–1974 Student
- Leonhard Rausch (1813–1895), Student der Meisterklasse J. W. Schirmer
- Ute Reeh, 1988–1992 Studentin bei David Rabinowitch und Nam June Paik
- Willy Reetz, 1920–1924 Meisterschüler von Hans Kohlschein
- Chris Reinecke, Studentin
- Lois Renner, 1985–1988 Student
- Fritz Reusing, Meisterschüler von Claus Meyer, Professor für Bildnismalerei, 1918 Ehrenmitglied
- Gerhard Richter, 1961–1963 Student, 1971–1993 Professor
- Michael Riedel, Student
- Ivo Ringe, 1972–1977 Student, Meisterschüler von Rolf Sackenheim
- Klaus Rinke, 1974–2004 Professor
- Rissa, ab 1959 Studentin, 1969–1975 und 2004–2007 Dozentin, 1975–2003 Professorin für Malerei
- Hartmut Ritzerfeld, 1969–1976 Student, Meisterschüler von Joseph Beuys
- Julius Roeting, 1868–1896 Professor der technischen Malklasse
- Hans Rogalla, 1967–1970 Student bei Joseph Beuys
- Tata Ronkholz, 1977–1985 Studentin (ab 1978 bei Bernd und Hilla Becher)
- Ulrike Rosenbach, Studentin
- Wilhelm Roßmann, 1873 Dozent für Kunstgeschichte
- Thomas Ruff, 1977–1985 Student, 2000–2006 Professor
- Holger Runge, 1949 Student bei Otto Coester, 1959–1961 Dozent für Radierung
- Reiner Ruthenbeck, 1962–1968 Student

S
- Rolf Sackenheim, 1963–1984 Prof. und stellv. Direktor
- Judith Samen, 1992–1996 Studentin
- Jörg Sasse, 1982–1988 Student, Meisterschüler von Bernd Becher
- Karl Friedrich Schäffer, ab 1805 Professor für Baukunst
- Carl Ludwig Scheins, Landschaftsmaler, Meisterschüler bei Johann Wilhelm Schirmer
- Caspar Scheuren, 1829–1835 Student, ab 1855 Professor
- Heinz Schildknecht, 1934–1938 Student von Werner Heuser, Richard Schwarzkopf
- Helmut Josef Schilhabel, 1915–1916 Student
- Heinrich Schilking, 1835–1841 Student
- Adolf Schill, 1880–1911 Professor für Dekoration und Ornamentik
- Johann Wilhelm Schirmer, ab 1826 Student, 1834 Hilfslehrer, 1839–1854 Professor für Landschaftsmalerei, erster Direktor der Karlsruher Kunstschule
- Jörg Wilhelm Schirmer, 1991–1996 Student, Meisterschüler von Markus Lüpertz
- Christoph Schlingensief, 1986 Lehrbeauftragter
- Claudia Schmacke, 1989–1992 Studentin, 1991 Meisterschülerin von Fritz Schwegler, seit 1994 Lehrtätigkeit
- Dierk Schmidt, 1987–1992 Student
- Jakob Heinrich Schmidt, 1935–1962 Kunsthistoriker, Professor für Kunstgeschichte
- Thyra Schmidt, 2001–2005 Studentin
- Walter Clemens Schmidt, 1913–1914 Student
- Hermann Schmiechen, 1873–1876 Student
- Jürgen Schmitt, 1970–1976 Student, Meisterschüler
- Klaus Schmitt, 1977–1983 Student, Meisterschüler von Günther Uecker
- Bruno Schmitz, 1874–1878 Student
- Michael Schmitz-Aufterbeck, Dozent für Theaterwissenschaft
- Wilhelm Schmurr, 1927–1947 Professor
- Gregor Schneider, 1990–1994 Student
- Reinhold Schröder, 1958 Student, Bildhauer
- Jan Schüler, 1985–1993 Student
- Thomas Schütte, 1973–1981 Student bei Fritz Schwegler und Gerhard Richter, Meisterschüler
- Johannes Schütz, Professor für Bühnenbild
- Axel Schultes, seit 2003 Professor für Baukunst
- Andreas Schulze, seit 2009 Professor für Malerei
- Bernard Schultze, 1934–1939 Student
- Ludger Schwarte, seit 2009 Professor für Philosophie
- Rudolf Schwarz, 1953–1961 Professor
- Richard Schwarzkopf, ab 1933 Professor
- Fritz Schwegler, 1975–2001 Professor
- Peter Schwickerath, 1965–1966 Student bei Curt Beckmann, Norbert Kricke und Manfred Sieler
- Marcus Schwier, 1993–1998 Student
- Friedrich Schwinge, 1879–1884 Student
- Hans Schwippert, 1947 Professor, 1956–1965 Direktor
- Adolf Seel, 1829–1907 Student
- Christian Sell, 1851–1856 Student, Militärmaler
- Christian Sell der Jüngere, 1873–1880 Student, Militärmaler
- Otto Serner, 1882–1886 Student
- Manfred Sieler, ab 1958 Professor
- Katharina Sieverding, Studentin
- Andreas Siekmann, Student
- Anna Simmons,1928-1933 Professorin für Entwurf, Typografie und Buchkunst
- Dirk Skreber, 1982–1988 Student
- Karl Ferdinand Sohn, ab 1826 Student, ab 1838 stellvertretender Professor, 1859–1863 Professor
- Karl Rudolf Sohn, 1867–1870 Student bei Karl Müller und bei Julius Roeting, ab 1874 Dozent
- Paul Eduard Richard Sohn, um 1856 Student bei Karl Ferdinand Sohn, Meisterschüler von Wilhelm Schadow
- Wilhelm Sohn, ab 1874 Professor für Genremalerei
- Alfred Sohn-Rethel, 1887–1892 Student
- Karli Sohn-Rethel, 1903 Student
- Otto Sohn-Rethel, 1890–1893 Student
- Karl Sondermann (1862–1926) Student
- Willy Spatz, Student, 1897–1926 Professor für Malerei
- Werner Spies, 1975–2002 Professor für Kunst des 20. Jahrhunderts
- Pia Stadtbäumer, 1981–1988 Studentin
- Eberhard Stammel 1847–1852 Student bei Karl Ferdinand Sohn
- Xaver Steifensand 1833 Vorbereitungsklasse, 1837–1843 Kupferstecherschule, 1848–1849 Meisterschüler
- David D. Stern, 1980–1982 Student
- Stiletto Studio,s, Student bei Nam June Paik, 1988 Meisterschüler
- Joachim Stracke, ab 1980 Student
- Wilhelm Streckfuß (1817–1896), zwischen 1836 und 1839 Student
- Thomas Stricker, 1986–1993 Student
- Jürgen Stollhans, Student
- Thomas Struth, 1973–1978 Student
- Johannes Stüttgen, 1966–1971 Student bei Joseph Beuys
- Stephan Stüttgen, ab 1968 Student bei Joseph Beuys
- Zoltan Székessy, 1952–1964 Professor

T
- Norbert Tadeusz, 1961–1966 Student
- Yuji Takeoka, 1973–1979 Schüler bei Erwin Heerich und Klaus Rinke
- Ernst Carl Thelott, ab Anfang der 1780er Student, Professor für Kupferstichkunst
- Karl Franz Joseph Thelott, Student
- Ernst Joseph Thelott, Student
- Friedrich Thomas, ab 1826 Student
- André Thomkins, 1971–1973 Professor
- Johan Thorn Prikker, 1923–1926 Professor für Monumentalmalerei
- Hans Peter Thurn, Professor für Soziologie
- Myriam Thyes, 1986–1992 Studentin bei Rissa und Nan Hoover[45]
- Arnim Tölke, 1988 Meisterschüler von Markus Lüpertz, seit 1999 Lehrauftrag, Leiter der Werkstatt Zeichnen
- Rosemarie Trockel, seit 1998 Professorin

U
- Günther Uecker, 1953–1957 Student, 1976–1995 Professor
- Micha Ullman, 1976 Gastprofessor
- Oswald Mathias Ungers, 1986–1990 Professor
- Franz Richard Unterberger, Student

V
- Paloma Varga Weisz, 1990–1998 Studentin
- Johann Velten, 1830–1838 Student
- Till Velten, Student
- Jana Vizjak, 1991–1993 Studentin
- Cornelius Völker, 1989–1995 Student
- Heinrich Vogeler, 1890–1895 Student
- Max Volkhart, Student
- Wilhelm Volkhart, 1831–1840 Student
- Hans von Volkmann, Student
- Wolf Vostell, 1957 Student
- Nathalie de Vries, seit 2013 Professorin für Baukunst

W
- Franz Erhard Walther, 1962–1964 Student
- H. W. Wirth
- Rebecca Warren, seit 2014 Professorin für Malerei und Bildhauerei
- Corinne Wasmuht, Studentin
- August Weber, 1838–1839 Student, Ausbilder
- Gert Weber, 1960–1975 Professor
- Robert Weise, Student
- Paul Westerfrölke, 1908–? Student
- Marie Wiegmann geb. Hancke, um 1843 Studentin
- Rudolf Wiegmann, 1838–1865 Professor der Baukunst und Lehrer der Perspektive
- Oswald Wiener, 1992–2004 Professor für Ästhetik
- Herbert Willems, ab 1991 Student und 1998 Meisterschüler von Tony Cragg, 2009–2014 Lehrauftrag (Assistent von Tony Cragg), seit 2014 Leiter der Metallbildnerei
- Christopher Williams, seit 2008 Professor für Fotografie
- Karl Wimmenauer, 1962–1979 Professor für Baukunst
- Josef Wintergerst, ab 1824 Akademieinspektor und Lehrer der Elementarklasse
- Wittus Witt, Student
- August Wittig, ab 1862 Professor für Bildhauerei
- Johann Christian Wraske, 1848–1852 Student

Z
- Herbert Zangs, 1945–1949 Student
- Michael Cornelius Zepter, 1959–1964 Student bei Otto Coester und Joseph Fassbender
- Alfred Ziethlow, 1936–1937 Student
- Ulrike Zilly, 1970–1975 Studentin
- Alexander Zschokke, 1931–1937 Professor für Bildhauerei